# 華族

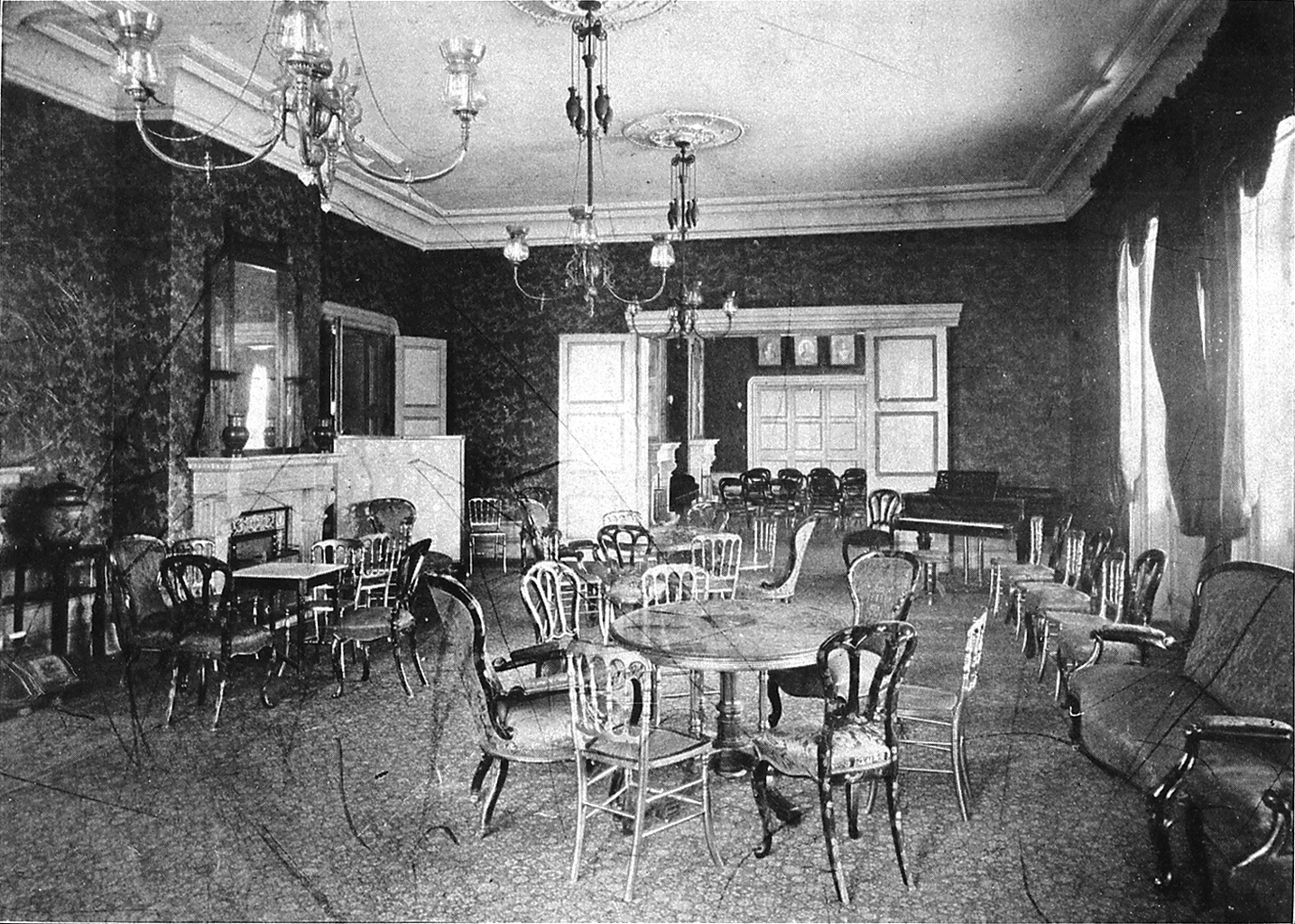
ピアズ・クラブ（戦後接収時の名称）（三年町時代の華族会館）の内装
（1912年（明治45年/大正元年）・東京）

華族（かぞく）は、1869年（明治2年）から1947年（昭和22年）まで存在した近代日本の貴族階級。

## 概要

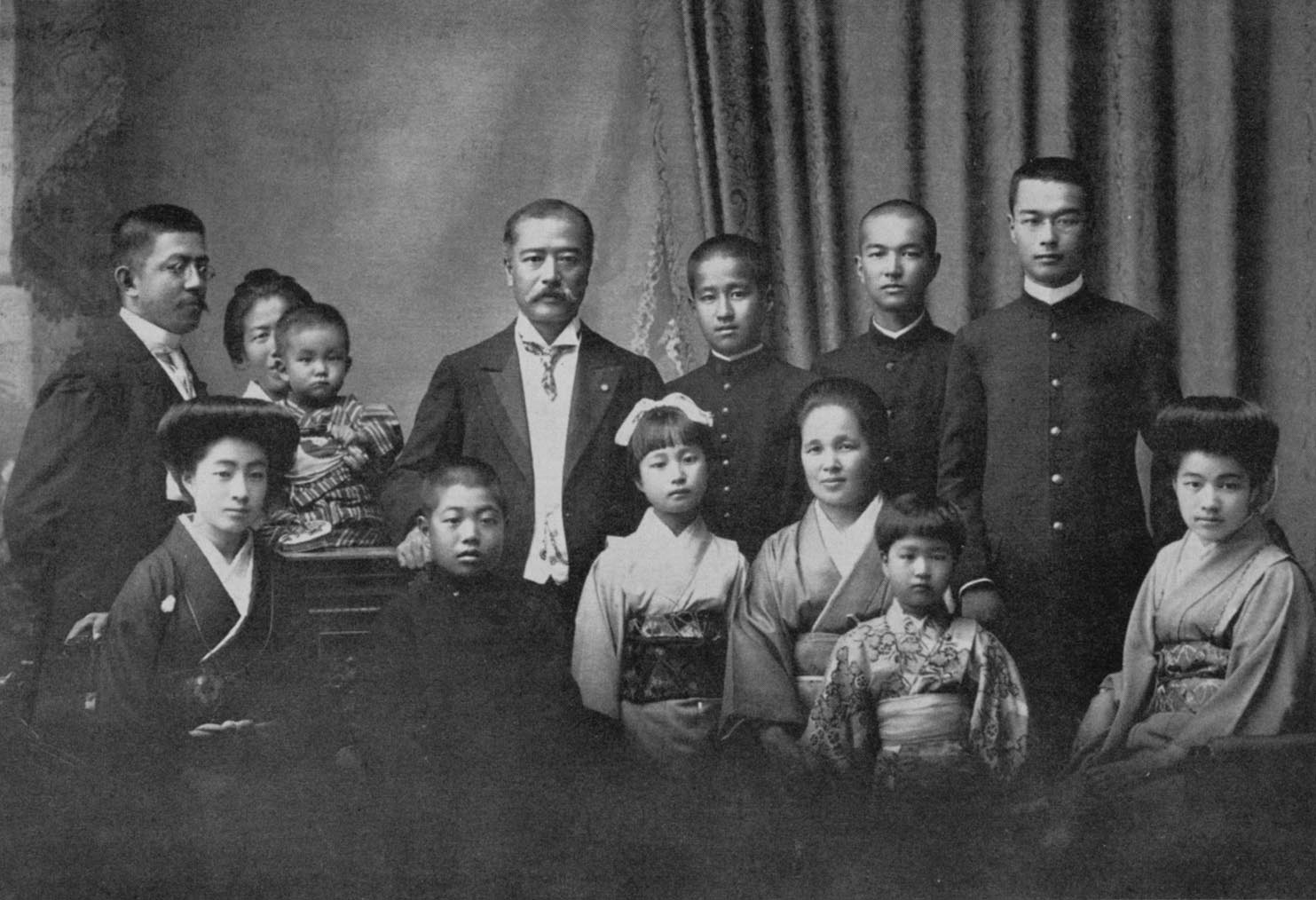
神田男爵家（1911年）。（前列左より）長女英芝子（河津暹夫人）、四男盾夫、三女孝子、神田男爵夫人、四女文子、二女百合子（高木兼二夫人）。（後列左より）女婿河津暹、令孫祐孝（河津暹長男）、男爵、三男十拳、二男高木八尺、長男金樹。

版籍奉還が行われた明治2年6月17日（1869年7月25日）の行政官達第五四二号で公卿（公家の堂上家）と諸侯（大名）の称が廃され、華族と改められた。この時以降華族令制定以前に華族に列した家を「旧華族」と呼ぶことがあった。また旧公家の華族は「堂上華族」、旧大名の華族は「大名華族」と呼ぶこともあった。
旧華族時代には爵位は存在せず、世襲制の永世華族と一代限りの終身華族の別があったが、明治17年7月7日に公布された華族令により公爵、侯爵、伯爵、子爵、男爵の五爵制が定められた。華族令と同時に制定された叙爵内規によりその基準が定められ、公爵は「親王諸王より臣位に列せらるる者、旧摂家、徳川宗家、国家に偉勲ある者」、侯爵は「旧清華家、徳川旧三家、旧大藩(現米15万石以上)知事、国家に勲功ある者」、伯爵は「大納言宣任の例多き旧堂上、徳川旧三卿、旧中藩(現米5万石以上)知事、国家に勲功ある者」、子爵は「一新前家を起したる旧堂上、旧小藩知事および一新前旧諸侯たりし家、国家に勲功ある者」、男爵は「一新後華族に列せられたる者、国家に勲功ある者」に与えられた。またこの際に終身華族の制度は廃止された。華族令制定後、家柄に依らず、国家への勲功により華族に登用される者が増加し、これを「新華族」と呼ぶことがあった。
華族は皇室の近臣にして国民の中の貴種として民の模範たるべき存在という意味で「皇室の藩屏」と呼ばれていた。
有爵者は貴族院の有爵議員（華族議員）に選出され得る特権を有した。公侯爵は終身任期で無給の貴族院議員となり（大正14年以降は勅許を得て辞職可能となった）、伯子男爵は同爵者の互選で選出されれば任期7年で有給の貴族院議員となることができた。
昭和22年（1947年）5月3日に施行された日本国憲法の第14条2項に「華族その他の貴族の制度は、これを認めない」と定められたことにより廃止された。

## 旧華族（1869年-1884年）

### 華族誕生
版籍奉還と同日の明治2年6月17日（1869年7月25日）に出された行政官達第五四三号「官武一途上下共同ノ思召ヲ以テ自今公卿諸侯ノ称被廃改テ華族ト可称旨被仰出候事」により、従来の身分制度の公卿・諸侯の称は廃され、これらの家々は華族に改められることが定められた。「公卿」とは内裏の清涼殿殿上の間に上がることが許された公家の堂上家（殿上人）のことを指し、「諸侯」とは表高1万石以上の石高がある各藩の藩知事（版籍奉還前の藩主）、つまり大名のことを指す。
諸侯が私有する領地人民を天皇に奉還させ、彼らを地方長官化させたのが版籍奉還であるが、世襲封建領主の地位を失う諸侯たちの動揺を抑えるため、高い身分を別の形で保障する妥協策として生まれたのが華族制度だった。諸侯の処遇が緊急を要した案件であったが、公卿も一緒に華族に編入された。公卿は諸侯とはまた別の制度であったものの、諸侯は武家の中の最高支配層、公卿は廷臣の上位に位置する者たちで、共に一般人民に隔絶した特権的身分という点において共通した。前述の行政官達の「官武一途」というのは王政復古の大原則の一つであり、官（朝廷、つまり公家）と武家に並立していたものを一つに統合するという意味である。諸侯と公卿の扱いを平等にするのはまさにその体現であった。
華族のうち堂上華族は古代より皇室に仕え、その守護にあたってきた家々であるが、旧武家華族は歴史上皇室と敵対することも多かった家々である。すなわち華族制度の創設は旧公家だけでなく旧大名家もすべて天皇の臣下に組みこむことにその本質があった。
公卿と諸侯は封建時代から縁組を繰り返しており、両者には複雑な姻戚関係があったが、身分、財産、生活状態その他万般にわたり差異があったため、明治前期の頃は堂上華族と大名華族では同じ華族でも「異種族」のごときであったという。ただし、後年になるほど両者の差異は徐々に減り、華族として一体化していく。

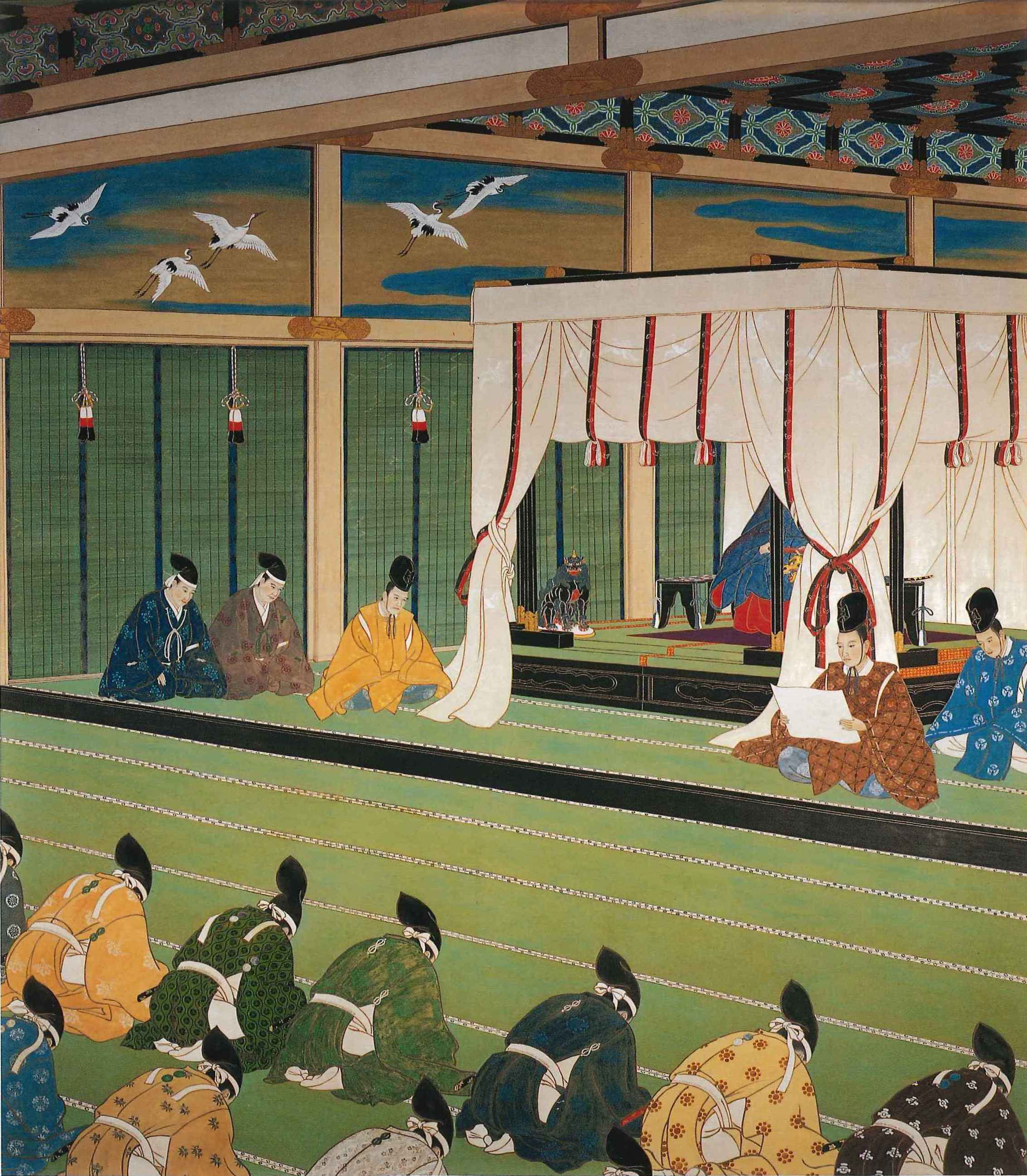
聖徳記念絵画館壁画『廃藩置県』（小堀鞆音筆、酒井忠正伯爵奉納）明治4年7月14日（1871年8月29日）廃藩置県を布告するため東京在京中の藩知事（大名華族）56名を皇居紫宸殿代大広間に召集した明治天皇と詔書を読み上げる右大臣三条実美（堂上華族、後の公爵）。

特に明治初期は旧諸侯華族は各藩の藩知事を兼ねるという政治的役割を有している点において公卿華族と大きく異なったが、明治4年7月14日（1871年8月29日）の廃藩置県をもって全ての旧大名華族が藩知事を解任されたため、以降は政治的役割を喪失して旧公卿華族との役割上の違いはなくなった。

### 「華族第1号」
華族創設に際して華族に編入されたのは公卿から142家、諸侯から285家の合計427家である。この427家が「華族第1号」にあたるが、その数は慶応3年10月15日（1867年11月10日）の大政奉還時の公卿・諸侯の数と同数ではない。その時と比較して公卿は5家、諸侯は16家増加している。
具体的には、公卿からは松崎万長の松崎家（慶応3年10月24日公卿）、北小路俊昌の北小路家（慶応3年11月20日公卿）、岩倉具経の岩倉分家（慶応4年6月公卿）、玉松真弘の玉松家（明治2年1月公卿）、若王子遠文の若王子家（明治2年2月公卿）の5家、諸侯からは中山信徴の中山家（村岡藩）、成瀬正肥の成瀬家（犬山藩）、竹腰正旧の竹腰家（今尾藩）、安藤直裕の安藤家（田辺藩）、水野忠幹の水野家（新宮藩）、吉川経健の吉川家（岩国藩）、徳川家達の徳川宗家（駿府藩）、徳川慶頼の田安徳川家（田安藩）、徳川茂栄の一橋徳川家（一橋藩）、山名義済の山名家（村岡藩）、池田徳潤の池田家（福本藩）、山崎治祇の山崎家（成羽藩）、本堂親久の本堂家（志筑藩）、平野長裕の平野家（田原本藩）、大沢基寿の大沢家（堀江藩）、生駒親敬の生駒家（矢島藩）の16家が加わっている。
公卿の方を見ると、松崎は孝明天皇の寵臣だったことからその遺命で、北小路は地下家からの昇進で、岩倉具経は岩倉家の分家だが戊辰戦争での東征軍東山道鎮撫副総督としての功績で、玉松は山本家分家だが還俗後王政復古の詔勅文案の起草などにあたった功績で、若王子は山科家分家だが還俗後に一家を立てることを認められたことで、それぞれ堂上家に列していた。諸侯の方は明治初年に新たに藩を与えられた徳川宗家と徳川御三卿、また徳川御三家からの独立を認められた付家老家、戊辰戦争での加増や高直しで万石越えした交代寄合などであり、いわゆる維新立藩をして新たに大名になった者たちである。
逆に大政奉還時には諸侯だったが、明治2年6月17日（1869年7月25日）時点で諸侯でなくなっていたのは、戊辰戦争の戦後処理の減封で1万石割れした旧請西藩主林家1家のみであったが、同家は明治26年（1893年）、特旨により華族の男爵家に列している。林家以外で大政奉還時に諸侯・公卿だった家は、全家が同日をもって「華族第1号」となっている。
その後明治17年（1884年）7月7日の華族令施行で五爵制が導入されるまで、華族はその内部に等級を付さずに一身分として存在することになった。また華族令制定前の華族においては終身華族（一代限りの華族）と永世華族（世襲制の華族）の別があったが、終身華族に叙されたのは北畠通城、松園隆温ら宮司や僧から還俗した一部だけであり大部分は永世華族である。

### 華族創設をめぐる様々な案
明治初年以降、明治2年6月17日に行政官達第五四三号が出されるまでの間、公卿・諸侯の扱いをめぐっては様々な議論があったことは深谷博治『華士族秩禄処分の研究』、『華族会館史』、坂巻芳男『華族制度の研究』に詳述される。『華士族秩禄処分の研究』によれば、伊藤博文は諸侯を公卿とし、位階によって序列化する案を岩倉具視に宛てて進言しており（『岩倉家蔵書類』）、この案は公家と大名を一つにするというより大名を公家に含有するものだったと指摘する。
ついで広沢真臣が岩倉に送った意見書では公卿・諸侯を統合して「貴族」とする案が出されており、最終的には名称以外はこの案でいくことになるのだが、名称については当時は「華族」ではなく「貴族」とする案が相当有力だったと見られている。大久保利通や副島種臣も「貴族」の名称を支持している。しかし岩倉は「名族」という名称を推していた。これ以外にも「勲家」「公族」「卿族」などの名称案が出されていたことが確認されており「華族」に決まるまで相当の紆余曲折があったと見られる。
前述の行政官達の「華族」の部分も直前まで欠字になっており、容易に決定されなかったことがうかがえる。明治2年6月7日（1869年7月15日）の草案では大久保・副島の「貴族」案と岩倉の「名族」案の間で論争があったことの付箋が付けられている。最終的にはどちらの案も採用されず「華族」となるが、誰がそれを提唱し、どのような経緯でそれに決まったかは今のところ不明である。
当時「華族」という言葉は公家の清華家の別称だった（「花族」ともいった）。平安時代末頃までは家柄の良い者の美称として「英雄」「清華」「栄華」「公達」などとほぼ同義に使われており、藤原宗忠の『中右記』、九条兼実の『玉葉』などにその用法での使用例がみられる。その後公卿の家格が形成されていく中で「華族」は摂家に次ぐ公家の家格の清華家の別称となっていった。このように「華族」とは歴史ある言葉であり、維新後に公卿と諸侯の総称という新たな意味を持つに至った。

### 華族の役割と「皇室の藩屏」
廃藩置県によって藩知事たちが解任された明治4年7月14日（1871年8月29日）、旧大名華族戸主は全員東京在住が義務付けられた。旧堂上華族戸主には東京在住の義務はなく、京都在住を続ける華族もあり、彼らの事を当時の資料は「京都華族」「京都在住華族」などと称した。しかし堂上華族も明治天皇の明治元年の東幸、翌年の再幸に随伴したり、東京の官庁勤務を命じられたりで多くは東下した。後に旧大名華族の東京在住義務は解除されるが、大半の華族はそのまま東京で暮らし続けた。
旧大名華族が続々と東京に結集していた頃、結婚や職業の自由などの太政官布告が出されており、特権はく奪や四民平等的な政策への不安が華族の間に広まっていた。そうした時期の明治4年10月22日に明治天皇は東京在住の華族全戸主を3日に分けて小御所代（京都御所と同じ部屋を赤坂仮御所内に設けた部屋）に召集し「華族は国民中貴種の地位に居り、衆庶の属目する所なれは、其履行固り標準となり、一層勤勉の力を致し、率先して之を鼓舞せさるへけんや、其責たるや亦重し」（華族は国民の中の貴種の地位にあり、多くの人々が注目する存在である。その行為が標準となるので、華族は一層の勉励を率先して鼓舞しなければならない。その責任は重大である）と勅諭した。京都在住の旧堂上華族たちは10月28日に京都府庁に召集され、京都府知事長谷信篤から聖旨が伝えられている。
この勅諭に触発・奮起された華族は少なくなく、日本型ノブレス・オブリージュの原点となる勅諭となった。
華族は皇室の近臣にして国民の中の貴種として民の模範たるべき存在というあり方からやがて華族は「皇室の藩屏（はんぺい）」と呼ばれるようになった。「藩屏」とは「外郭」のことであり、皇室の周りを取り巻く貴族集団という意味である。
一方、全国民ではなく、華族という一階級のみを「皇室の藩屏」と見なす議論の背景には、民衆不信・愚民視があったと考えられる。民衆は放っておけば、どのような変革を起こすかしれないので、そのような「人民激変」から皇室を守る「防波堤」になることを華族に期待する議論だったからである。だが具体的に何をすれば「人民激変」の「防波堤」たりえるのかは必ずしも明確に論じられたわけではない。華族に積極的に民衆と戦う役割が期待されているわけではなかったから、能動的な民衆不信ではなく、受動的な民衆不信の議論だったといえる。将軍家・大名家など多くの世襲制の封建権力が解体され、世襲が疑問視されるようになっていた近代において、天皇は唯一残った世襲制の権力・権威だった。華族に期待されたのは、こうした天皇の存在の特異性を緩和し、世襲の同類として存在することで天皇を社会的に孤立させないことにあったと考えられる。
なお皇族も華族と似た役割を負っていたことから「皇室の藩屏」と呼ばれることがあったが、最大の違いとして皇族は「天皇になりうる家系」であり、華族は「天皇になりえぬ家系」である。

### 華族制度の整備
1874年（明治7年）には華族の団結と交友のため華族会館が創立された。1877年（明治10年）には華族の子弟教育のために学習院が開校された。同年華族銀行とよばれた第十五国立銀行も設立された。これら華族制度の整備を主導したのは自らも公家華族である右大臣岩倉具視だった。
1876年（明治9年）、全華族の融和と団結を目的とした宗族制度が発足し、華族は武家と公家の区別なく、系図上の血縁ごとに76の「類」として分類された。同じ類の華族は宗族会を作り、先祖の祭祀などで交流を持つようになった。1878年（明治11年）にはこれをまとめた『華族類別録』が刊行されている。
また、1876年にはお雇い外国人の金融学者パウル・マイエットとこれを招聘した木戸孝允が共同で、華族や位階のための年金制度を策定した。40万人の華族に年間400万石（720万ヘクタール分）の米にあたる資金を分配することになり、最終的に7500万円分（現代で1.5兆円）が償還可能な国債のかたちで分配された。
1878年（明治11年）1月10日、岩倉は華族会館の組織として華族部長局を置き、華族の統制に当たらせた。しかし公家である岩倉の主導による統制に武家華族が不満を持ち、部長局の廃止を求めた。1882年（明治15年）、華族部長局は廃され、華族の統制は宮内省直轄の組織である華族局が取り扱うこととなった。
この頃の華族局は1882年（明治15年）の華族局の処務規程に基づき華族の位次を正し年齢を推歩し明鑑を印行しており、その明鑑として印行する「華族録」では巻首にいろは順の姓名で索引を附し、記載の順序は位次に従い無位はその家を継承する前後に従う、戸主の外は有位の隠居・嫡子孫のみを載せ、子弟等は有位であっても載せていない。

### 華族の上院議員化構想
明治2年6月17日（1869年7月25日）の華族創設から1884年（明治17年）7月7日に華族が五爵制になるまでの15年間にも華族の役割・在り方については様々な議論があった。
もともと立憲制より君主制を重視していた岩倉具視は「皇室の藩屏」たることが華族の存在意義と強く意識したため、華族銀行（第15国立銀行）の創設など華族の生活安定には熱意を注いだが、彼らを国政に関与させることには否定的だった。これに対してヨーロッパ貴族の在り方を思い描いていた伊藤博文は、華族の政治参加を意識し、上院議員化構想を持っていた。特に1881年（明治14年）に9年後の国会開設が公約された後には伊藤は民権派が議席の多数を占めることが予想される下院への防波堤として華族による上院の設置を重視した。しかし華族には国政に関心を示す者が少なく、これに不満を持った伊藤は、華族のみならず士族以下からも有能な者を抜擢して上院議席をもたせる必要を考えるようになり、この構想が後に勲功華族に繋がっていく。
当初は華族を国政に関わらせることを嫌がっていた岩倉も1880年代入ると民間ジャーナリズムの勃興や自由党の結党など時代変化に影響されて、より積極的な「華族改良」が必要と考えるようになり、華族教育の充実を図る一方、華族を上院議員にしたり、勲功華族を設置するといった伊藤の考えにも理解を示すようになっていった。1883年（明治16年）の岩倉死去後は伊藤らの華族の上院議員化構想は一層進められていく。

### 「華族第2号」
1869年（明治2年）の創設で427家の華族（「華族第1号」）が生まれた後、1884年（明治17年）に華族令が施行されるまでの15年間にさらに76家が華族に追加されている。彼らが「華族第2号」ともいうべき層だが、その大半は華族令施行で五爵制になった後に最下級の男爵に叙されたことからも分かるように「華族第1号」と比べると格下と見なされていたようである。次のような家々が「華族第2号」であった。
- 奈良華族（26家） - 奈良興福寺に入っていた公家の分家で維新後還俗して朝廷に仕えた者たち。彼らはいったん終身華族になった後、永世華族になった。公卿華族は一般に貧しい家が多かったが、その分家の奈良華族はさらに貧しいことが多く貧乏華族で知られた[46]。具体的な家々は奈良華族#奈良華族（26家）参照。
- 神職・僧侶華族（20家） - 由緒ある神社の社家や浄土真宗の門跡寺院もしくは准門跡寺院の住職を世襲する僧家が華族に列した。浄土真宗以外にも門跡寺院はあったが、真宗のみ華族となったのは真宗のみ住職を世襲制でやっていたからである。華族とは世襲の地位なので一代かぎりの住職は華族にはできなかった[47]。まず社家の方は北島家（出雲大社神職）、千家家（同神職）、津守家（住吉大社神職）、阿蘇家（阿蘇神社神職）、到津家（宇佐神宮神職）、宮成家（同神職）、河辺博長家（伊勢神宮神職）、松木家（同神職）、紀家（日前・国懸両神宮神職）、千秋家（熱田神宮神職）、高千穂家（英彦山神職）、小野家（日御碕神社神職）、金子家（物部神社神職）、西高辻家（太宰府天満宮神職）の14家である。浄土真宗の方は東本願寺と西本願寺の両大谷家、渋谷家（浄土真宗渋谷派総本山仏光寺住職）、華園家（浄土真宗興正派総本山興正寺住職）、常盤井家（浄土真宗高田派総本山専修寺住職）、木辺家（浄土真宗木辺派総本山錦織寺住職）の6家である[47]。
- 分家華族（17家） - 有力な公卿・諸侯の分家はこの時期から華族に列せられはじめている。北畠家（久我家分家）、玉里島津家（島津家分家）、長岡家（細川家分家）、池田勝吉家（岡山池田家分家）、山内豊尹家（山内家分家）、小早川家（毛利家分家）、中御門経隆家（中御門家分家）、酒井忠積家および酒井忠惇家（姫路酒井家分家）、前田利武家（前田家分家）、三条公美家（三条家分家）、万里小路正秀家（万里小路家分家）、徳川厚家（徳川宗家分家）、岩倉具徳家（岩倉家分家）、坊城俊延家（坊城家分家）、鷲尾隆順家（鷲尾家分家）、伊達宗敦家（仙台伊達家分家）がある[48]。
- 忠臣華族（3家） - 南北朝時代の南朝方の忠臣の子孫にあたる家がこの時期から華族に列せられるようになった。この時期に列せられたのは新田家（新田義貞子孫）、菊池家（菊池武時子孫）、名和家（名和長年子孫）の3家である[49]。五条家（五条頼元子孫）と南部家（南部師行子孫）は明治30年になって華族に列せられている[50]。
- 地下家（2家）- 壬生家と押小路家の2家。地下家は原則として士族だったが、この2家は他の地下の官人たちを統括し（それぞれ「官務、大外記」と呼ばれた）、官位も三位まで登る「准公卿」的存在だったため特別に華族に列した[51]。
- 勲功華族（3家） - 華族令施行後の叙爵内規で各爵位に勲功による登用規定が設けられた後には勲功華族は数多く任命されていくが、この時期には極めて少なく、大久保家（大久保利通子利和）、木戸家（木戸孝允養子正二郎）、廣澤家（廣澤真臣子金次郎）の3家のみである。いずれも父（養父）が維新の勲功者で政府の要職を務めて高い位階を所持していたが、勲功者当人がすでに死んでいたことが特例的な叙爵を受けた理由である。この3家が華族に叙されたことは家柄に依らず勲功のみでも華族に叙され得る先例になったという点で華族の門戸を大きく開くものとなった[52][53]。
- 清水徳川家 -  明治初年に際して戸主不在だったため御三卿で唯一維新立藩できず、「華族第1号」になり損ねていたが、明治3年2月に水戸家の篤守が養子に入ることで再興されたため、大名だったことはないものの特例で華族に列した。同家は明治前期に清水に改姓していたが、明治20年に徳川に再改姓した[54]。
- 第二尚氏（3家） - 旧琉球王室。明治5年9月14日に尚泰が琉球藩王に任じられた際に華族に列した[54]ほか、明治12年3月11日に伊江王子朝永、今帰仁王子朝敷が華族に列せられる。
- 本多副元家 - 本多副元の家は旧福井藩主越前松平家の付家老だった。御三家の付家老は「華族第1号」になっていたが、本多家は（おそらく越前松平の家格の問題で）「華族第1号」になれず、士族となっていた。不満に思った副元はたびたび華族取り立て運動をおこし、明治11年時の東京府知事への請願が認められて華族に列した[55]。

逆に「華族第1号」だったが、この間に華族でなくなった家として次の2家がある。
- 旧広島新田藩知事浅野家 - 明治2年12月に広島新田藩が広島藩に合併された際に同藩知事浅野長厚は、自主的に華族の地位を返上した[56]。
- 大沢家 - 旧高家旗本。大沢基寿は3550石（実高5485石）だった領地が石高直しで1万石以上になったとして堀江藩を立藩して「華族第1号」に滑り込んでいたが、明治4年に石高偽装が発覚したため、基寿は同年11月29日に華族から士族に降格となり、禁固1年に処された[57]。

## 五爵制度下の華族（1884年-1947年）

### 華族令施行
明治17年（1884年）7月7日に華族令（明治17年奉勅達）を制定し、華族は公爵・侯爵・伯爵・子爵・男爵の5階級にランク付けされる五爵制になった。五爵は古代中国の官制に由来し、五経のひとつ『礼記』の王制編の冒頭には「王者之制禄爵、公侯伯子男、凡五等」とあり、『孟子』にも周代の爵禄について「公侯伯子男」の別があるとされている。中国の古典籍になじんでいる者が多かった当時の人々に違和感がないものだったと考えられる。また華族令制定によって一代限りの終身華族は廃止され、世襲制の永世華族のみとなった。
1884年（明治17年）7月7日と7月8日にかけて最初の叙爵が行われた。7日に117家（主に伯爵以上）、8日に387家（主に子爵以下）、総数で504家に叙爵があり、公爵家11家、侯爵家24家、伯爵家73家、子爵家322家、男爵家74家が誕生した。
有爵者及びその嫡子、これに加えてその夫人は爵位次第録に登録した。爵位次第録に於いては爵と位を以て次第を定め、宮中席次とは異なりその順序に官等や勲等は用いなかった。爵位次第録は宮中席次と両立して1927年（昭和2年）9月16日に於いてもなお存した。

### 叙爵内規の爵位基準
叙爵の基準は『叙爵内規』によって定められていた。

#### 公爵
最上位の公爵の基準について叙爵内規は「親王諸王より臣位に列セラルル者 旧摂家 徳川宗家 国家に偉勲ある者」と定めていた。
「親王諸王」とは後の1889年（明治22年）制定の皇室典範で「皇子より皇玄孫に至るまでは男を親王」「五世以下は男を王」と定められるが、華族令制定当時には明確な定義がなかった。当初は伏見宮家、桂宮家、有栖川宮家、閑院宮家の四親王家以外の皇族の子は華族に列することになっていたが、実際にはその該当者は維新の功をもって皇族に列していたので（これにより皇族は4家から15家に急増した）、華族令制定当時において「親王諸王」から華族に列した者というのは存在しなかった。後に臣籍降下で華族となる皇族の例は増えてくるが、これは1907年（明治40年）2月11日制定の皇室典範増補第1条「王は勅旨又は請願に依り家名を賜い華族に列せしむることあるべし」の規定に基づくものであり、これによる臣籍降下で公爵になった者はおらず、侯爵か伯爵だった。
「旧摂家」とは摂政・関白まで昇進する資格を持っていた公卿の中の最上位の家格であり、近衛家、鷹司家、九条家、二条家、一条家の5家が該当する。
「徳川宗家」は旧将軍家、旧静岡藩主家だった徳川宗家のことである。大名華族の中では唯一偉勲なくして公爵位を許されていた。
「国家に偉勲ある者」は、勲功による登用の規定である。他の爵位も勲功による登用の規定があるが、侯爵以下が「国家に勲功ある者」となっているのに対し、公爵のみ「偉勲」という高いハードルが要求されている。明治17年の最初の叙爵において公爵に叙された勲功華族は、三条家（三条実美の功績。家格のみでの内規上の爵位は旧清華家として侯爵）、島津家（島津忠義の功績。家格のみでの内規上の爵位は旧大藩知事として侯爵）、毛利家（毛利敬親・元徳の功績。家格のみでの内規上の爵位は旧大藩知事として侯爵）、岩倉家（岩倉具視の功績。家格のみでの内規上の爵位は大納言直任の例のない旧堂上家として子爵）、玉里島津家（島津久光の功績。家格のみでの内規上の爵位は明治以降の華族分家として男爵）の5家である。

#### 侯爵
第二位の侯爵の基準について叙爵内規は「旧清華家、徳川旧三家、旧大藩知事即ち現米拾五万石以上、旧琉球藩王、国家に勲功ある者」と定めていた。
「旧清華家」とは摂家に次ぎ太政大臣まで登る旧公卿の家格で9家存在したが、そのうち三条家は公爵となったので、それ以外の大炊御門家、花山院家、菊亭家、久我家、西園寺家（後に公爵）、醍醐家、徳大寺家（後に公爵）、広幡家の8家が侯爵に列した。
「徳川旧三家」とは徳川宗家の支流で大名でもあった尾張徳川家、紀州徳川家、水戸徳川家（後に公爵）の三家である。
「旧大藩知事」とは現米（現高）15万石以上として大藩に分類された藩の藩知事だった旧大名家。15万石の基準は表高や内高（実高）といった藩内の米穀の総生産量ではなく、藩の税収を指す現米である点に注意を要する。明治2年（1869年）2月15日に行政官が「今般、領地歳入の分御取調に付、元治元甲子より明治元戊辰迄五ヶ年平均致し（略）四月限り弁事へ差し出すべき旨、仰せいだされ候事」という沙汰を出しており、これにより各藩は元治元年（1864年）から明治元年（1868年）の5年間の平均租税収入を政府に申告した。その申告に基づき明治3年（1870年）に太政官は現米15万石以上を大藩・5万石以上を中藩・それ未満を小藩に分類した。それのことを指している。明治2年時点でこの分類が各大名家の爵位基準に使われることが想定されていたわけではなく、政府費用の各藩の負担の分担基準として各藩に申告させたものであり、それが1884年（明治17年）の叙爵内規の爵位基準にも流用されたものである。
現米15万石以上だった旧大藩大名のうち旧薩摩藩主の島津家、旧長州藩主の毛利家は公爵に列せられたので、それ以外の浅野家（旧広島藩主）、池田家（旧岡山藩主と旧鳥取藩主）、黒田家（旧福岡藩主）、佐竹家（旧秋田藩主）、鍋島家（旧佐賀藩主）、蜂須賀家（旧徳島藩主）、細川家（旧熊本藩主）、前田家（旧加賀藩主）、山内家（旧土佐藩主）が侯爵に列せられた。
「旧琉球藩王」とは旧琉球王国国王、旧琉球藩王だった尚家のことである。
「国家に勲功ある者」は功績による登用の規定である。大久保利通の大久保家と木戸孝允の木戸家、中山忠能の中山家が明治17年の最初の叙爵で侯爵となった。前述のとおり大久保家と木戸家は勲功華族が規定された華族令制定前から華族となっていた家である。なお大久保利通、木戸孝允と並ぶ維新三傑の一人である西郷隆盛の西郷家は西南戦争により当初叙爵がなかったが、西郷隆盛赦免後の1902年にただちに侯爵位を与えられるという大久保家・木戸家と同様の扱いを受けた。中山家は公家の羽林家だった家だが、中山忠能の勲功により家格（家格のみの基準では伯爵）より高い侯爵位を授けられた。同家の爵位が上げられたのは勲功以上に忠能が明治天皇の外祖父にあたることが影響したとみられる。

#### 伯爵
第三位の伯爵の基準について叙爵内規は「大納言迄宣任の例多き旧堂上 徳川旧三卿 旧中藩知事即ち現米五万石以上 国家に勲功ある者」と定められている。
「大納言迄宣任の例多き旧堂上」とは、摂家と清華家を除く旧堂上家のうち、歴代当主の中に大納言に直任されたことがある当主がある旧公家華族のことである。直任とは中納言からそのまま大納言に任じられることをいい、いったん中納言を辞してから大納言に任じられる場合より格上の扱いと見なされていた。具体的に叙された家については伯爵#旧公家の伯爵家参照。
「徳川旧三卿」とは江戸時代中期以降にできた新たな徳川家支流の田安徳川家、一橋徳川家、清水徳川家（後に爵位返上、さらに後に男爵）の3家を指す。
「旧中藩知事」とは明治2年に政府に申告した過去5年間平均の現米が5万石以上15万石未満で中藩に分類された藩の藩知事だった家である。具体的に叙された家については伯爵#旧大名家の伯爵家参照。
「国家に勲功ある者」は勲功による登用の規定である。最初の叙爵では旧公家華族からの勲功登用として東久世家が東久世通禧の維新の功により伯爵に叙された（家格のみでの内規上の爵位は子爵）。華族令制定前から華族となっていた廣澤家は伯爵に列せられた。華族令制定前には士族だったが最初の叙爵で勲功で華族となった家としては、旧薩摩藩士から大山巌の大山家、川村純義の川村家、黒田清隆の黒田家、西郷従道の西郷家、寺島宗則の寺島家、松方正義の松方家の6家、旧長州藩士から伊藤博文の伊藤家、井上薫の井上家、山縣有朋の山縣家、山田顕義の山田家の4家、旧土佐藩士から佐佐木高行の佐佐木家、旧肥前藩士から大木喬任の大木家が、維新の功、戊辰戦争の功、西南戦争の功などにより伯爵に叙されている。うち伊藤家（→侯爵→公爵）、井上家（→侯爵）、大山家（→侯爵→公爵）、西郷従道家（→侯爵）、佐佐木家（→侯爵）、山縣家（→侯爵→公爵）、松方家（→侯爵→公爵）は日清・日露戦争において勲功を重ねて陞爵した。

#### 子爵
第四位の子爵の基準は「一新前家を起したる旧堂上 旧小藩知事即ち現米五万石未満及び一新前旧諸侯たりし家 国家に勲功ある者」と定められている。
「一新前家を起したる旧堂上」とは、伯爵以上の基準（摂家、清華家、大納言宣任の例多き堂上家）に当てはまらない旧堂上華族全家である。
「旧小藩知事」とは明治2年に政府に申告した過去5年間平均の現米が5万石未満で小藩に分類された藩の藩知事だった家である。旧小藩知事の定義の後半にある「一新前旧諸侯たりし家」は、表高が1万石に達していなかったが諸侯扱いになっていた足利家（旧喜連川藩主喜連川家）を入れるために付けられていた表現である。
「国家に勲功ある者」は勲功による登用の規定である。華族令制定前には士族だったが最初の叙爵で勲功で華族となった家としては、旧薩摩藩士から伊東祐麿の伊東家、樺山資紀の樺山家、高島鞆之助の高島家、仁礼景範の仁礼家、野津道貫の野津家の5家、旧長州藩士から鳥尾小弥太の鳥尾家、三浦梧楼の三浦家、三好重臣の三好家の3家、旧土佐藩士から谷干城の谷家、福岡孝弟の福岡家の2家、旧肥前藩士から中牟田倉之助の中牟田家、旧筑後藩士から曾我祐準の曾我家が、維新の功、戊辰戦争の功、西南戦争の功などにより子爵に叙されている。

#### 男爵
最下位である第五位の男爵の基準は「一新後華族に列せられたる者 国家に勲功ある者」と定められている。
「一新後華族に列せられたる者」の「一新」の基点は慶応3年12月9日の王政復古ではなく、10月15日の大政奉還である。したがって先述した「華族第1号」のうち大政奉還から明治2年の華族制度創設の間に公卿・諸侯に列した家、および「華族第2号」の家は原則として男爵となった。
「国家に勲功ある者」は勲功による登用の規定である。最初の叙爵では勲功華族は子爵以上になっており、男爵はなかったが、後世には勲功華族は原則として男爵スタートだった。特に日清日露以降に急増することになる爵位である。

#### 叙爵内規に基づかない例外的な叙爵
1884年（明治17年）7月7日と7月8日の最初の叙爵にあたって叙爵内規の基準は厳格に守られたが、松浦家（旧平戸藩主）と宗家（旧対馬藩主）の2家については例外的な扱いとなった。両家とも現米5万石未満の旧小藩知事であり、本来なら子爵であるところ伯爵になっている。すべての爵位には勲功の規定があるので勲功があるのであれば家格以上の爵位が与えられていても問題はないが、この両家についていえばそれほどの勲功があったと考えるのは無理があることから叙爵内規に基づかない特例処置だったと見られている。次の事情が考えられている。
- 松浦家の場合 - 当時の当主松浦詮が明治天皇の又従兄弟にあたるため（詮の曽祖父の松浦藩主松浦清の娘愛子は公家中山忠能に嫁いでおり、明治天皇国母中山慶子を生んだ）、子爵では低すぎると判断されたと思われる。しかし原則として叙爵内規に例外は設けないことになっていたので、松浦家の伯爵叙爵にあたっては三条実美が理屈を考え出している。平戸藩は先述の明治2年の現米申告の時、支藩の植松藩の物と合わせて現米5万1021石と申告していたが、政府に認められず、改めて植松藩の物を抜いた現米4万6410石をもって小藩に分類されていた。しかしその後の明治3年9月2日に植松藩は平戸藩に吸収されて廃藩になった。大中小藩の分類が設けられたのはその直後の9月10日であった。三条はこの時系列に目をつけ、大中小藩に分けられた時点では平戸藩は中藩だったとして松浦家は叙爵内規に照らして伯爵相当になるとしたのである（しかし先述のとおり叙爵内規の現米とは元治元年から明治元年までの5年間の平均の現米であり、しかも植松藩主松浦家の方も本家と別に華族となり子爵に叙されているため、この説明では矛盾していた）[84]。
- 宗家の場合 - 宗家は江戸時代に対馬藩主だった家で李氏朝鮮との外交を任されており、その関係で国主格という石高不相応の高い家格が与えられていた。しかし叙爵内規においては国主か否かは関係ないので、宗家は旧対馬藩の現米3万5413石に基づき旧小藩知事として子爵になるべきだったが、伯爵に叙された。こちらには松浦家の場合のような合理的な理由付けすら確認できず理由は不明だが、やはり国主格だったことが関係しているのではないかと推測されている。宗家以外の旧国主大名はすべて伯爵以上になっているため、宗家だけを子爵としてしまうと宗家から不満が出そうであったため、特例措置で伯爵にしたのではないかという推測である[85]（現に宗家では本来もらえない伯爵位すら不満があったらしく、旧国主であることを理由に侯爵位を要求する請願書を三条実美に提出している[86]）。

### 爵位をめぐる様々な案
華族の等級をめぐっては華族令制定前に様々な案が存在した。華族の中に等級を作る案自体は、明治2年6月に華族制度が創設される前から存在した。同年5月の版籍奉還決議上奏には九等の爵位案が出されている。これは公、卿、大夫、士に四分し、さらに卿を上下、大夫と士を上中下に分けるものだった。
明治4年9月2日、最高官庁の正院から左院に発せられた下問に上公、公、亜公、上卿、卿の五等案があり、さらに10月14日には左院がこの案を改めて、公、卿、士の三等案を提出している。この三等案が引き継がれる形で1876年（明治9年）に法制局が提出した「爵号取調書」には公、伯、士の三爵案が出ている。
ついで1878年（明治11年）2月14日に法制局大書記官尾崎三良と同少書記官桜井能監が岩倉具視や伊藤博文に爵位令草案を提出しており、ここで初めて公侯伯子男の五爵制が出てくる。宮内省のお雇い外国人だったオットマール・フォン・モールが著した『ドイツ貴族の明治宮廷記』によれば、彼が西欧の「大公」の爵位の導入を提案したのに対し、日本人は拒んだという記述がみられる。
また各華族家の爵位のランク付け基準をめぐっても様々な案が存在していた。
『三条文書』に収められている明治16年頃作成の案である『叙爵基準』は最終的な『叙爵内規』とは様々な違いが見られる。大きな違いとしては、旧琉球藩王が公爵に入っていること（叙爵内規では侯爵）、旧堂上華族からの侯爵は清華家と並んで大臣家も入っていること（叙爵内規では大臣家は平堂上と区別されず）、平堂上の公卿華族については大納言に昇る家か、中納言もしくは三位以上に昇る家か、四位以上に上る家かで伯爵、子爵、男爵に分けていること（叙爵内規では大納言直任があるか否かで伯爵か子爵に分けている）、旧大名華族については旧国主が侯爵、現高10万石以上の旧中藩知事が伯爵、現高10万石未満の旧小藩知事が子爵と分けていること（叙爵内規では国主か否かは関係なく、現高15万石以上が侯爵、5万石以上が伯爵、5万石未満が子爵）などがあげられる。『叙爵基準』以外の案でも堂上華族は細かく定められている物が多く、細かい位階や官職をランク分けの基準に持ち込んだり、「本家筋」という概念を立てている物まである。
早稲田大学中央図書館所蔵の『爵位発行順序』案（明治15年、明治16年頃）では、爵位の最下位、つまり男爵に該当する爵に叙されるべき家として、武家側では高家や交代寄合、各藩における万石以上陪臣家、公家側では堂上公家に準じる扱いだった六位蔵人や伏見宮殿上人（若江家）などの諸家が挙げられているが、最終的な叙爵内規からはこれらの家は一律削除されている。

### 爵位制度のシステム・華族の資格など

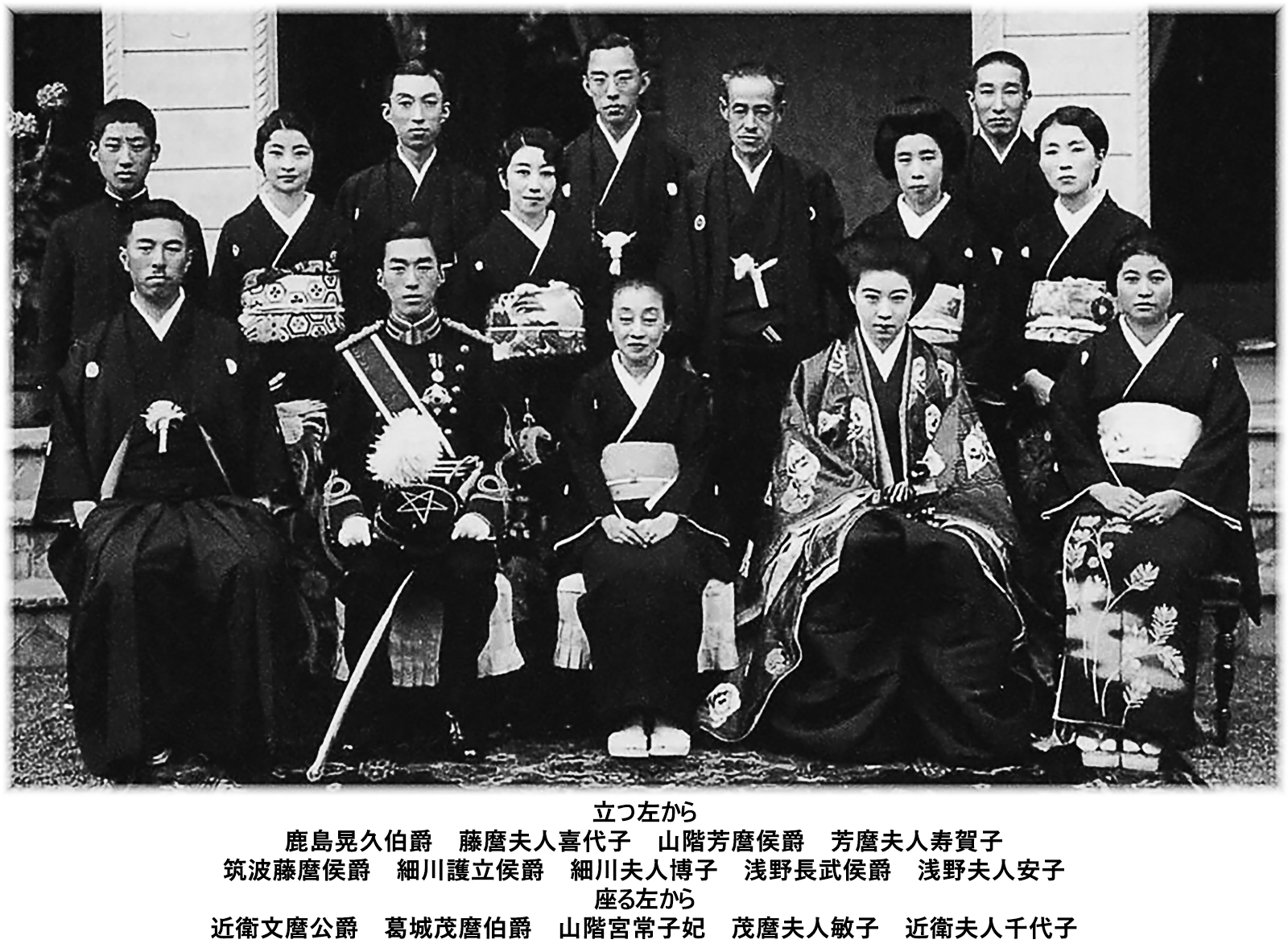
華族、集合写真

華族の爵位を得るための授爵の手順は次の通りである。その人物について、自薦・他薦などの請願を各方面から受けた各元老や内閣総理大臣が推薦や発案をして（これを経ず直接宮内省に請願される場合もある）、宮内省宗秩寮（前身の華族局、爵位局、爵位寮から引き継ぎ）が調査を行い、問題がなければ、宮内大臣から天皇に内奏が行われる。そこで天皇から允許（許可）を受ければ、宮内大臣から天皇に正式な上奏が行われる。天皇の裁可を得たのち、宗秩寮は「爵記」を作成、御名親書を願い出、内大臣府に提出して御璽を得るという流れである。
爵位の受爵・襲爵の条件としてまず第一に皇室と国家に忠誠を誓う必要があった。叙爵に際しては「長く皇室の尊厳を扶翼せんことを誓う」という誓書を賢所に捧げることが求められ、襲爵に際しては宮内省からその誓書の写しが送られた。
また爵位は華族となった家の男性戸主のみが得られ、女性戸主は爵位を得られなかったが（爵位のない華族としては認められた）、これは、華族令3条「女子は爵を襲くことを得ず」の規定による。華族令公布時に戸主が女性だったために爵位が得られなかった華族家に七条家(旧公家)、錦小路家(旧公家)、小松家(奈良華族)、板倉家(旧安中藩主家)、稲垣家(旧山上藩主家)、酒井家(旧姫路藩主家)、牧野家(旧三根山藩主家)、松浦家(旧植松藩主家)の8家があった。ただし続けて「女戸主の華族は将来相続の男子を定めるときに於て、親戚中同族の者の連署を以て宮内卿を経由し授爵を請願すべし」とも規定されていたため、戸主が男子に代わると爵位がもらえた。錦小路家は実に明治31年まで女性戸主だったが、同年に女戸主が養子在明に代わるや子爵位を与えられている。爵位をもらう権利に時効はなかったということである。
明治40年（1907年）の華族令改正で華族が女戸主を立てることはできなくなり、華族であるためには男性戸主であることが必要になった。また男系相続が原則であると規定されている。華族が女戸主にした場合は華族の地位は返上したものとして取り扱われることになった（華族の地位にこだわらないなら女性を戸主にすること自体には特に問題ない）。この改正の理由として「女戸主は皇室の屏翰たるの実を挙げしむるに不適当なること」「女戸主を認むれば男系に依る皇位継承の本義に則る根本の観念をばく（しんにょう＋貌）視することになること」「入夫・養子襲爵を請願せしむと云うのは言辞を弄ぶものであって、結局情実を以て誤魔化そうとするものであること」「女戸主を認むるとせば無爵の華族あることを許すことになること」などが挙げられている。
また有爵者は原則として隠居を禁じられていたが、1907年（明治40年）の改正により民法と同様の隠居が可能になった。
養子に爵位を継がせる場合は「男系六親等内の親族」「本家又は同家の家族もしくは分家の戸主または家族」「華族の族称を享くるもの」のいずれかに該当する必要があり、該当しない者を養子とする場合には原則として宮内大臣から襲爵の許可は得られなかったので、爵位は放棄せざるをえなかった。
戸主でない者が叙爵した場合は一家を創設して戸主になる必要があった。これは所属していた家における遺産相続の際に不利になる可能性もあった。
華族令によると、華族とされる者は有爵者のみであるとされていたが、皇室典範にある皇族は、皇族および華族のみと結婚できるという規定と矛盾するという指摘が行われた。このため貴族院では華族の範囲を有爵者の家族にまで広げるという議決が行われたが、帝室制度調査局による修正により、結局有爵者のみが華族であり、その家族は有爵者の余録によって「族称としての華族」を名乗るという扱いとなった。
勲功をあげると陞爵（）（爵位の昇進）することもある。ただし日本の華族の爵位は上書き式なので（上級の爵位を与えられるとそれまでの下位の爵位は上書きされて消滅）、ヨーロッパ貴族のように複数の爵位を持つという状況にはなりえなかった。なお、爵位の格下げは一例も無い。
華族は宮内大臣と宮内省宗秩寮の監督下に置かれ、皇室の藩屏としての品位を保持することが求められた。また華族子弟には相応の教育を受けさせることが定められた。自身や一族の私生活に不祥事があれば、宗秩寮審議会にかけられ、場合によっては爵位剥奪・除族・華族礼遇停止といった厳しい処分を受けた。そうなる前に奈良華族などの財政基盤が不安定であった家や、松方公爵家・蜂須賀侯爵家のように当主のスキャンダルを起こした家は華族身分を自主的に返上することもあった。多くの場合、自主的な返上にとどまるが、土方伯爵家の土方与志の例（スキャンダルは治安維持法違反だが、没収時はソ連にいたため逮捕はされず。）など華族身分剥奪に至った事例もある。また、華族令では懲役以上の刑が確定すれば自動的に爵位を喪失するものと規定されていた。
爵位の上下により、叙位や宮中席次などでは差別待遇が設けられた。たとえば功績を加算しない場合公爵は64歳で従一位になるが、男爵が従一位になるのは96歳である。公爵は宮中席次第16位であるが、男爵は第36位である。また、公爵・侯爵は貴族院議員に無条件で就任できたが、伯爵以下は同じ爵位を持つ者の互選で選出された。
また1907年（明治40年）の華族令改正より、華族とされる者は家督を有する者および同じ戸籍にある者を指し、たとえ華族の家庭に生まれても平民との婚姻などにより分籍した者は、平民の扱いを受けた。また、当主の庶子も華族となったが、妾はたとえ当主の母親であっても華族とはならなかった（皇族も同様で、大正天皇の実母である柳原愛子は皇族ではない）。養子を取ることも認められていたが、男系6親等以内が原則であり、華族の身分を持つことが条件とされていた。

#### 爵位の喪失
爵位喪失には次のようなケースがある。
華族令（明治40年皇室令第2号）施行（1907年6月1日）以前
- 返上…有爵者自らの意思によるもの
- 女戸主…相続人が女性であることによるもの
- 無嗣…相続人が存在しないことによるもの

華族令（明治40年皇室令第2号）施行（1907年6月1日）以降
- 返上（24条）…華族令第24条により宮内大臣から爵位返上を命ぜられたもの
- 返上（26条）…華族令第26条ににより有爵者自らの意思により返上したもの
- 失爵…華族令第21条に該当したことによるもの
- 女戸主…相続人が女性であることによるもの
- 無嗣…相続人が存在しないことによるもの
- 放棄…相続人が襲爵手続きをとらなかったことによるもの

### 英語呼称
公爵・侯爵・伯爵・子爵・男爵は、それぞれ英国のprince、marquess、earl、viscount、baronに相当するものとされた。しかし英国におけるprinceは王族に与えられる爵位であるため、近衛文麿公爵が英米の文献において皇族と勘違いされる例もあった。英国の爵位で公爵と日本語訳されるのは、通常はdukeである。

### 華族授爵の請願と認否
華族制度が存在していた時代、授爵、陞爵（爵位が上がること）、復爵（失った爵位を回復すること）を求める請願は後を絶たなかった。大正期・昭和期は明治期と比して授爵・陞爵・復爵が格段に少なくなり、門戸が閉ざされた感もあったが、当該期でも自身の功績を理由にしたもののみならず、自家の家格や由緒を理由にする請願が数多く存在していたような状況であり、請願の勢いは衰えることがなかった。

#### 王政復古から華族制度成立までの請願
こうした請願の第1期となるのは、慶応4年（明治元年）の王政復古から明治2年の華族制度誕生までの間の請願である。この時期はまだ華族の名称が定まっていないため、請願は地下家身分から堂上家への昇格、あるいは万石以下の旗本身分から万石以上の大名への昇格を求めたものである。
確認できる限り最も早い堂上家取り立て請願は慶応4年1月18日の随心院門跡付弟の増縁（九条尚忠の子鶴殿忠善）を当主とした旧摂家松殿家再興請願だが、不許可となっている（忠善は後に伊木家への養子入りと離縁を経て、明治22年に至って九条家の分家の公家だった鶴殿家を再興して華族の男爵に列している）。ついで同年4月に公家高辻以長の養子（梅小路定肖の実子）である太宰府天満宮の延寿王院信全が還俗して西坊城家を再興したい旨を請願するも、不許可となっている。結局信全は西高辻家を起こし、その養子西高辻信厳の代の明治15年に華族に列せられて華族令制定後男爵となっている。
南都興福寺では堂上公家の次三男で出家して僧になっていた者たちが還俗のうえ堂上格を与えられている。これらの家は全家が華族となり「奈良華族」と呼ばれる家々となった。
他にも興福寺の旧学侶（門跡・院家の下位）の朝倉景隆以下15名、春日大社旧社司の西師香、石清水八幡宮社務の田中有年、菊大路綏清、南武胤らによる「堂上格」請願があったが、いずれも不許可になっている。
武家側では新田地で万石を超えるので諸侯に列してほしいという旧旗本の請願が大半を占める。認められたのは旧交代寄合のうち本堂家、生駒家、山名家、山崎家、平野家、池田家の6家、旧高家のうち大沢家の1家に限られ、これらは全家華族となった（後に大沢家は石高詐称発覚により士族降格。池田家は経済的困窮で爵位返上）。一般旗本も最大禄高（9500石）の横田家をはじめ多くの家が万石以上に達したと称する諸侯編列請願運動を行っているものの、全家不許可となっている。
旗本たちの請願の中で唯一石高を理由としなかったものは、甲斐庄家による請願である。同家は南朝忠臣楠正成（大楠公）の子孫であることを理由に諸侯昇格請願を行っており、廃藩置県後も大正期に至るまで華族編列請願を繰り返したが、系図に疑問があるとされて不許可となっている。
また陪臣からの請願としては、紀州藩家老久野純固が慶応4年8月に紀州藩から独立して朝臣に列したい旨の請願書を提出している。久野家はいわゆる付家老ではなく単なる万石以上陪臣家であり、付家老のような維新立藩の待遇は受けられなかったので、それを請願したものと思われるが、不許可になっている。なお久野家は経済的に困窮していたらしく、明治後期に（財産がある）旧万石以上陪臣家が男爵に叙されるようになった際にも男爵の選に漏れた家の一つである。
また前述の通り福井藩の付家老だった本多副元が明治2年から諸侯編列請願をやっている。この時点では不許可となったが、明治11年に華族編列を認められ、後に男爵となっている。
第1期の請願の特徴として、すべてが家格や家の由緒を理由とした請願であり、本人の勲功を理由とした請願は確認できないことがある。

#### 華族誕生から華族令までの請願
つづいて明治2年6月に華族制度が成立した後、明治17年7月の華族令制定までの第2期の請願である。
第1期には甲斐庄家だけだった南朝忠臣の子孫であることを理由とした請願がこの時期から増える。特に楠木正成、新田義貞、菊池武時、名和長恭の末裔として請願を行う者が多かった。最終的には新田俊純（旧岩松家）が新田義貞、菊池武臣（旧米良家）が菊池武時、名和長恭が名和長年の末裔と認められて華族に列して華族令施行後男爵となっている。楠木正成の正統の末裔と認められた者はついに出なかった。また南朝忠臣ではないが、道鏡の即位を阻止して皇統を守った和気清麻呂の子孫も華族に列すべき家系と宮内省は認識しており、半井家（和気清麻呂末裔で代々医道で朝廷に仕えてきたが、成近の代に徳川幕府に仕え、幕府奥医師の長典薬頭を世襲した家）が取りざたされていたが、同家には東京在住の広国と大阪在住の栄吉の両系があり、両家とも華族編列請願運動を行っていたため、正嫡争いが起き、結局どちらの半井家も授爵されずに終わった。
またこの時期から旧万石以上陪臣家が、地方庁（道府県庁）を通じて士族から華族への昇格を求める請願を行うことが増えた。政府の案でも旧万石以上陪臣家を華族に列する案が出始める頃である。ただしこの段階では実現しなかった。明治17年の叙爵内規にも旧万石以上陪臣家は盛り込まれず、彼らが男爵に叙され始めるのは明治後期となる。
また、単に自分自身が既存の華族の戸籍に入る「付籍」を求める請願も出てくる。これは旧堂上華族の猶子となっていた寺院の僧侶に多く見られ、永平寺住職の細野環渓、青蔭雪鴻、清水寺成就院住職の園部忍慶といった僧たちが久我家・園家の猶子だったことを理由に久我、園に改姓のうえ、その華族籍に入ることを請願している。ただし、この種の請願は数としては多くなく、猶子制度の廃止後は猶父との関係を解消して生家に復籍して士族か平民になっている者が多い。

#### 華族令から明治末までの請願
つづいて華族令施行から明治天皇崩御までの第3期の請願である。
この時期の請願の特徴としては、家柄を理由にしたものばかりでなく、自身の勲功を理由とした請願が増えることが挙げられる。第2期の時期に大久保利通の大久保家、木戸孝允の木戸家、広沢真臣の広沢家が華族に叙されたことで、家柄に依らずとも勲功のみで華族に叙され得ることが示され、華族令施行で勲功華族の叙爵が本格的に開始されたことが影響していると見られる。
ただし、この時期以降も家柄を理由とした請願は減らない。この時期の家柄関係の請願で特筆すべき傾向としては、旧大社系の神主や浄土真宗系の僧侶の授爵は「血統連綿」が重視されたことがある。たとえば、浄土真宗誠照寺26代で同派管長の二条秀源はこの時期に華族編列請願をたびたび行っているが、宮内庁書陵部宮内公文書館所蔵の『授爵録』（明治29年）によれば、宮内省は、秀厳（同寺23代目。二条治孝の子）以降の同家は、親鸞男系の血統が全く途絶えているとしてこの請願を却下しているのである。旧大社系からの授爵請願の却下にも同様の理由が散見される。他家から養子を迎えて家系をつなぐのは、堂上華族や大名華族でも少なくないはずだが、宗教系の授爵はそれよりも血統が重視されていたと見られる。
明治22年から華族編列請願を繰り返していた旧伊勢神宮内宮神主家である藤波亮麿は、『授爵録』（明治23年）の記録によれば、明治23年3月26付けで男爵に叙す明治天皇の裁可書が出ているが、直後に同族藤波名彦からの申請により急遽却下され、伊勢神宮内宮神主家（本姓は荒木田）の正嫡調査が行われることになり、その結果8月27日に沢田幸一郎が正統と認定されて華族の男爵に叙されるという事案が起きた。数多い華族請願史の中でも一度天皇の裁可を得ながら一転して取り消しになったのは、この一例のみである。
明治30年代になると第2期の時期から請願が多かった旧万石以上陪臣家の男爵への叙爵が開始される。宮内省は以前から各地方庁（道府県庁）を通じて対象者の身辺調査を行っており、その家庭状況や、華族としての体面を維持するに足りる財産を持っているかの把握に努めていた。その調査に基づき、旧万石以上陪臣家でも年500円以上の収入を生ずる財本を持っていない家の請願は却下している。
この時期の授爵は、旧万石以上陪臣家に限らず、他の授爵でも財産の有無を重視する傾向がある。ただこれには批判もあり、旧伊勢神宮外宮神主家の久志本常幸は、明治27年に宮内省次官花房義質に宛てた書状の中で、もし楠木正成正統の子孫が発見されたとしても華族としての体面を維持できる財産を持っていなかったら華族に列しないつもりなのかと批判している。
明治33年5月9日に授爵された60名のうち、26名の勲功華族について授爵の基準として、次の五項目の基準が明文で示された。
1. 維新の際、大政に参与し、特殊の功労ありし者
2. 維新の功により賞典禄50石以上を賜りたるものにして、現に勅任官にある者
3. 維新前後、国事に功労ありし者にして、10年以上勅任官の職にありし者、または現に勅任官在職中の者（ただし、勅任官在職10年未満といえども、6年以上在職、特に録すべき功績の顕著なる者）
4. 10年以上勅任官在職の者にして、功績の顕著なる者（ただし勅任官在職10年未満といえども、6年以上在職、特に録すべき功績の顕著なる者）
5. 特に表彰すべき、偉大の功績なる者

具体的な在職年数などが明示された初の勲功華族の基準である。この基準はこの後の勲功華族の授爵でも参考にされたと思われるが、該当者が年々増加する基準であるうえ、大正時代以降は爵位が認められる基準が厳しくなっていく。

#### 大正期の請願
大正期は授爵も陞爵も明治期に比して減少するが、請願は相変わらず数多く存在した。特に大正3年と4年に請願が多かった。これは大正4年に挙行された大正天皇の即位大礼に際して大規模な栄典授与が行われるであろうことに期待した動きである。
しかし大正デモクラシーの高まりにより、大正期は華族の世襲制度が国民の強い批判を受けていた。そのため、宮内省はこの頃から家柄や先祖の功績を理由にした授爵を忌避するようになり、今後の授爵は本人の勲功を理由としたものに限定する方針を固めつつあった。そんな中でも旧交代寄合だの、旧地下家だの、中古以来の名族の末裔だの、家柄を理由にした授爵請願は後を絶たなかったが、宮内省はこの手の家柄を理由にした請願はことごとく却下して取り合わなくなった。
また大正期は藩閥の凋落で藩閥的経歴を持っていると不当に選に漏れることがあった。たとえば、大正4年12月の叙爵で「地方官の二元老」とまで称された有力地方官大森鐘一と服部一三が候補にあがったが、大森だけ華族となり、服部は華族になれなかったことがあった。2人は官歴が類似しており、勲一等旭日大綬章の叙勲も、正三位に叙されたのも、知事として親任官待遇を与えられたのも同日だったから、華族になるのも同日が自然であり、新聞紙上でも2人は同日に授爵されるだろうと予想されていた。ところが、実際に華族になれたのは大森だけだった。服部は旧長州藩士の家系の出身者だったので不当に退けられ、大森は旧幕臣家系の出身者（駿府町奉行所与力の息子）だったので奏功したのではないかと言われる。

#### 昭和期の請願
昭和期になると大正期以上に授爵・陞爵は狭き門となる。
『東京朝日新聞』昭和3年9月12日付朝刊の「叙爵・昇爵の範囲協議昨日の閣議」という見出しの記事によれば、今秋の御大典（即位大礼）を機に授爵・陞爵の基準を定めることが内閣・宮内省の間で協議検討されており、協議の中で内閣と宮内省が次の点で一致したと報じている。
1. 家格による授爵は認めないこと（例えば「何十万石の大名だったから、これに比適する爵位を」だの「先代に功労があったから、その子孫に授爵を」だのといった請願は問題外とする）
2. その人自身の偉勲、偉功を挙げて奏請すること
3. 大正4年の御大典の際には昇爵は奏請しなかったが、今回は主義として昇爵の奏請を認めること。

大正期からその傾向があったが、これによって明確に家格や先祖を理由とした請願の受理は不可能となった。そのような時期であるにもかかわらず、昭和天皇の即位の大礼に狙いを定めて、伊達宗家の伊達興宗伯爵（伯爵→侯爵請願）、旧盛岡藩南部家の南部利淳伯爵（伯爵→侯爵請願）、会津松平家の松平保男子爵（子爵→伯爵請願）など先祖が戊辰戦争で減封を受けた結果、家格より低い爵位になったと主張する旧大名華族が陞爵請願をやっているが、全員不許可となっている。昭和初期はもはや家柄を理由にして陞爵が認められるような時代ではなかった。
ただし、皇族の臣籍降下による授爵は例外であり、昭和期にも頻繁に行われている。昭和期に家柄関係で認められる授爵は皇族の臣籍降下のケースのみである。

## 華族の財産

### 家禄と賞典禄

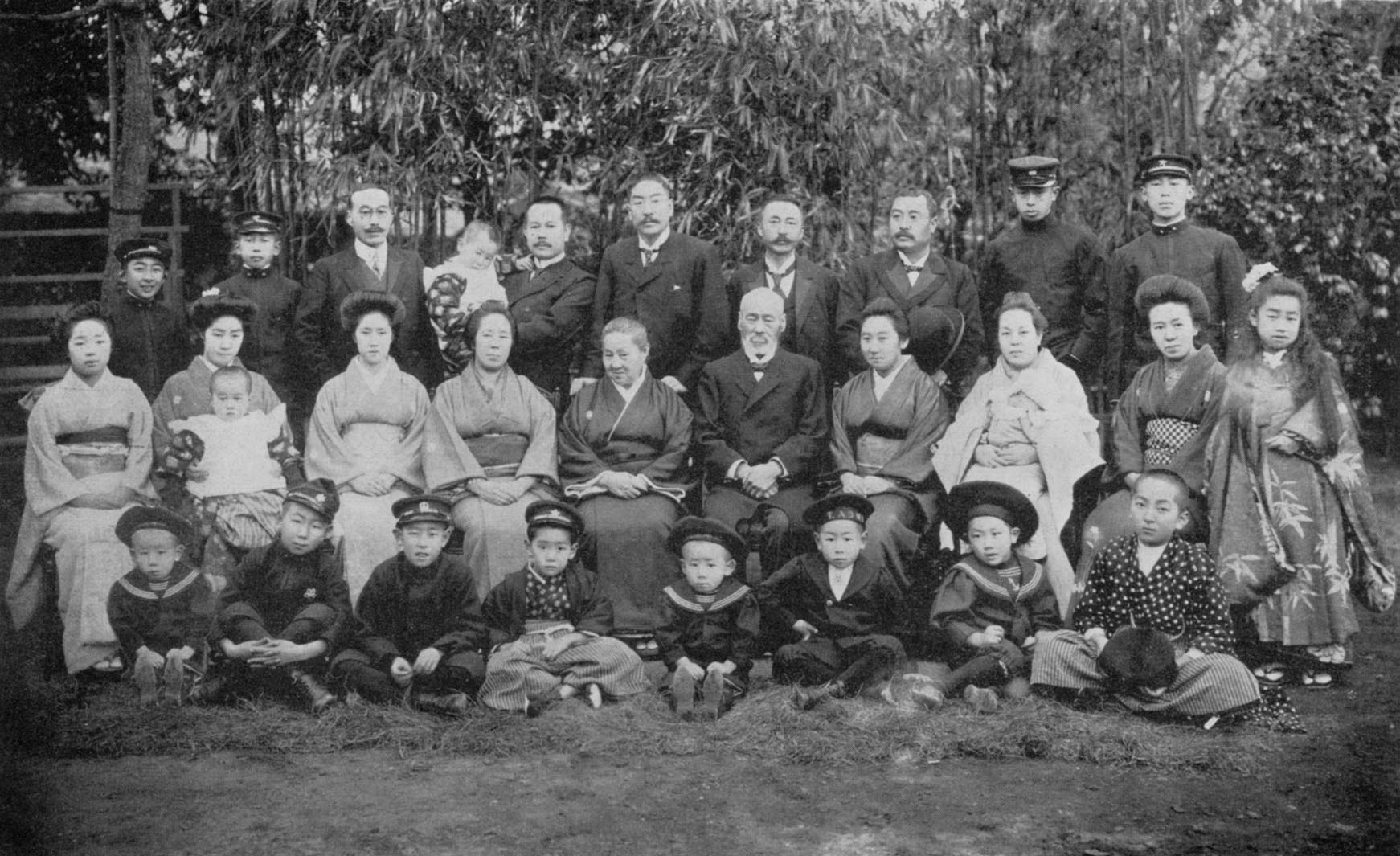
加藤男爵家（1913年）。中列（中央）男爵、（左）男爵夫人寿々子の方、（右）嗣子照麿君令夫人津祢子の方。後列（中央）嗣子照麿。

大名華族と堂上華族の旧禄高は、明治初期にそれぞれの計算方法に基づいて家禄に換えられ、さらに明治9年の秩禄処分で金禄公債に換えられており、それが大名・堂上華族たちの財産の基礎となった。
まず大名華族は、版籍奉還後の明治2年6月25日に全藩に対して出された政府の指令により、藩知事の個人財産と藩財政の分離が命じられた。そして、その藩の現米（実収高）の十分の一をもって藩知事（大名華族）の個人財産である家禄とすることが定められた。全藩最上位の現米63万6880石（草高102万2700石）を誇る加賀藩の知事である前田家の場合は、6万3688石という圧倒的な家禄になるが、全藩最低の現米1620石（草高1万384石）の陸奥国七戸藩の知事南部家だと162石にしかならず、堂上華族の最底辺より家禄が低くなる。
堂上華族の家禄は、明治3年12月10日の布告により定められた。本禄米に分賜米・方料米・救助米・臨時給与を合算して現高を出し、現米（実収高）と草高の比率である四ッ物成で計算して草高を算出し、その二割五分を家禄とする計算方法だった。明治4年1月8日に大原重徳が勘解由小路資生に送った書状の中で、本禄米98石9斗、外賜米350石の公家の例について語られているが、合算した現米448石9斗の草高は四ッ物成の計算で1122石2斗5升になるので、その二割五分、つまり280石5斗6升が家禄となる計算である。ただし、公家の最低の旧禄高だった30石3人扶持の場合は、本禄は160石、それに分賜米と救助米を加えた現米は400石として計算すると定めていたので、草高は1000石、その2割5分の254石1斗が家禄となる。堂上華族においてはこれが最低の家禄である。
以上から概ね旧禄高3万石未満の小大名華族と堂上華族は。同程度の経済水準にあったと考えてよい。
また明治2年6月に家禄とは別に維新の功労者に賞典禄が与えられ、維新の功績に応じた禄米が支給されたが、これも鹿児島藩主の島津久光・忠義、山口藩主の毛利敬親・元徳に各10万石、高知藩主の山内豊信・豊範に各4万石といった具合に旧大藩大名華族たちが大きな部分を獲得した。

### 家禄生活から金利生活へ
明治9年8月5日の金禄公債証書発行条例の制定で秩禄処分が行われ、家禄と賞典禄は金禄公債に換えられ、封建的特権が近代的証券と化した。
その計算方法は、まず「（家禄+賞典禄（実額））×石代相場＝金禄本高」を算出する。「石代相場」とは、明治5年から明治7年までの3年間の各地方の貢納石代相場の平均額である。「賞典禄の実額」については、資料に正確な数字の記載が発見されていないが、『華族諸家伝』その他の資料に記載された賞典米高から逆算して、賞典禄も家禄と同じく1/10を実額とし、その2年半年分を一時に下賜するものと考えられ、計算式にすれば「賞典禄（名目額）× 1/10×2.5」である。算出された金禄本高の額により一時下賜年数が5年～14年分まで30等級に分けられており、それを掛けた数字が金禄公債額である。たとえば金禄元高が7万円以上の場合は「金禄元高×5年分＝金禄公債額」である。
家禄と賞典禄が計算のベースであるため、公債受給者の中の0.2％にしか満たない旧大名華族（特に旧大藩大名華族）が公債総額の18％も取得している。金禄公債発行総額は1億7380余円、総受領者数は31万3000余人なので、一人平均555円という計算になるが、このうち華族は受領者500人弱にして3200余万円を受け取っているので、一人当たり平均で6万余円の計算になる。この平均値6万を上回る金禄公債をもらった華族家は112家あるが、そのうち旧堂上華族は三条家、岩倉家、九条家の3家のみである。
金禄公債受領額の上位者は以下の通りである。
| 順位 | 名前     | 爵位 | 旧藩名 | 家禄     | 賞典禄   | 金禄公債額  |
| ---- | -------- | ---- | ------ | -------- | -------- | ----------- |
| 1位  | 島津忠義 | 公爵 | 薩摩藩 | 31,400石 | 12,500石 | 1,322,845円 |
| 2位  | 前田利嗣 | 侯爵 | 加賀藩 | 63,688石 | 3,750石  | 1,194,077円 |
| 3位  | 毛利元徳 | 公爵 | 長州藩 | 23,276石 | 25,000石 | 1,107,755円 |
| 4位  | 細川護久 | 侯爵 | 熊本藩 | 32,968石 | 無       | 780,280円   |
| 5位  | 徳川慶勝 | 侯爵 | 尾張藩 | 26,907石 | 3,750石  | 738,326円   |
| 6位  | 徳川茂承 | 侯爵 | 紀州藩 | 27,459石 | 無       | 706,110円   |
| 7位  | 山内豊範 | 侯爵 | 土佐藩 | 19,301石 | 10,000石 | 668,200円   |
| 8位  | 浅野長勲 | 侯爵 | 広島藩 | 25,837石 | 3,750石  | 635,433円   |
| 9位  | 鍋島直大 | 侯爵 | 佐賀藩 | 21,373石 | 5,000石  | 633,598円   |
| 10位 | 徳川家達 | 公爵 | 静岡藩 | 21,021石 | 無       | 564,429円   |

| 順位  | 名前       | 爵位 | 旧家格 | 家禄   | 賞典禄            | 金禄公債額 |
| ----- | ---------- | ---- | ------ | ------ | ----------------- | ---------- |
| 98位  | 三条実美   | 公爵 | 清華家 | 375石  | 1250石            | 65,000円   |
| 106位 | 岩倉具視   | 公爵 | 羽林家 | 278石  | 1250石            | 62,298円   |
| 108位 | 九条道孝   | 公爵 | 摂家   | 1298石 | 200石             | 61,071円   |
| 114位 | 近衛篤麿   | 公爵 | 摂家   | 1470石 | 無                | 59,913円   |
| 143位 | 中山忠能   | 侯爵 | 羽林家 | 280石  | 375石 終身禄500石 | 39,655円   |
| 154位 | 二条基弘   | 公爵 | 摂家   | 818石  | 無                | 35,000円   |
| 170位 | 菊亭修季   | 侯爵 | 清華家 | 691石  | 無                | 30,278円   |
| 174位 | 一条忠貞   | 公爵 | 摂家   | 665石  | 無                | 29,138円   |
| 176位 | 中御門経之 | 侯爵 | 名家   | 266石  | 375石             | 28,052円   |
| 196位 | 嵯峨実愛   | 侯爵 | 大臣家 | 298石  | 250石             | 23,997円   |

莫大な公債を受領した旧大藩大名華族は銀行などに投資し、富裕な金利生活者に転身した。彼らの所有株式は主に十五銀行株と日本鉄道株であり、そこからの配当収入を元手に鉄道や海運、銀行業などに多彩な投資を行って所得を増大させた。明治31年時の高額所得者ランキングには旧大藩大名華族が財閥資本家たちと双璧して大量に名前を連ねている。具体的には以下の表の通りである。
| 順位 | 名前     | 爵位 | 本籍地   | 所得額    |
| ---- | -------- | ---- | -------- | --------- |
| 3位  | 前田利嗣 | 侯爵 | 石川県   | 266,442円 |
| 5位  | 島津忠重 | 公爵 | 鹿児島県 | 217,504円 |
| 7位  | 毛利元昭 | 公爵 | 山口県   | 185,064円 |
| 9位  | 徳川茂承 | 侯爵 | 和歌山県 | 132,043円 |
| 10位 | 松平頼聡 | 伯爵 | 香川県   | 125,856円 |
| 11位 | 浅野長勲 | 侯爵 | 広島県   | 120,072円 |
| 12位 | 徳川義礼 | 侯爵 | 愛知県   | 116,323円 |
| 15位 | 鍋島直大 | 侯爵 | 佐賀県   | 109,093円 |
| 16位 | 細川護成 | 侯爵 | 熊本県   | 104,712円 |
| 17位 | 山内豊景 | 侯爵 | 高知県   | 99,804円  |
| 21位 | 黒田長成 | 侯爵 | 福岡県   | 87,215円  |

明治31年時の高額所得者ランキングでは、21位までに華族が11名占めており、松平頼聡伯爵（高松松平家）以外は全員が旧大藩大名華族である。
一方受領した公債額が少ない堂上華族や旧小大名華族では、金利生活は困難であり、生活に困窮する者も少なくなかった。明治末期以降は相伝の家宝が「売り立て」（入札）の形で売却されることも多くなった。政府は何度も華族財政を救済する施策をとったが、華族の体面を保てなくなって爵位返上に至る家が跡を絶たなかった。
日清日露後になると、財閥当主を中心とした実業家の叙爵が始まる。まず明治29年に岩崎久弥、岩崎弥之助、三井八郎右衛門、明治33年に渋沢栄一、明治44年に住友吉左衛門、鴻池善右衛門、近藤廉平、藤田伝三郎、三井八郎次郎、大正以降には大倉喜八郎、古河虎之助、三井高保、森村市左衛門、益田孝、川崎芳太郎、安川敬一郎、団琢磨が男爵に叙された。彼らは爵位こそ最下級の男爵であるが（渋沢栄一のみ後に子爵に陞爵）、その資産は公侯爵の旧大藩大名華族を凌駕するほどであり、特に三大財閥の岩崎家（三菱財閥）、三井家（三井財閥）、住友家（住友財閥）の資産は桁外れであり、華族のトップを占めた。経済的な苦境にある華族は財閥と縁戚関係を求める傾向が強くなり、岩崎家も三井家も叙爵した際にはすでに多数の著名な華族と縁戚関係を結んでいた。
大正2年の頃でも旧大藩大名華族が高額所得者ランキングの3分の1を占めている状況にあったが、1920年代（大正末から昭和初期）の経済変動で財閥華族をはじめとする資本家階級の台頭と対照的に旧大藩大名華族の没落が進む。一例を挙げると、毛利公爵家は1920年代以降所有する土地を世襲財産から解除して、国債や有価証券に換えていたが、そこを1930年代の昭和恐慌に襲われて財産を大きく落としてランキングから名前を消した。紀州徳川侯爵家は華美な散財を繰り返したうえ、1923年（大正12年）の関東大震災で大きな被害を被り、1925年（大正14年）の頼倫の死去による相続税で資産を減らしたことでランキングから名前を消した。他の旧大藩大名華族も大半が同じような状況に陥っていた。1933年（昭和8年）の段階でもランキングに名前を残している旧大藩大名華族は前田侯爵家、鍋島侯爵家、山内侯爵家の3家に限られる。この3家だけ残ったのは関東大震災や昭和恐慌による十五銀行倒産の影響が少なかったうえ、国債など安定したものを収入基盤にしていたことが大きかった。しかしこの3家は例外であり、かつて富裕を誇った旧大藩大名華族全体の衰退は進んでいった。
逆に岩崎、三井、住友、ついで古河、根津、安田、野村、鴻池などの実業家の資産膨張は目覚ましく、華族内でも富は実業家系の華族に集中していった。

### 華族の土地所有
明治初期の禄制改革・版籍奉還・廃藩置県・秩禄処分の流れの中で、江戸時代の封建主義的土地支配体制は徹底的に解体されたため、明治前期には華族の土地所有者は極めて少なかった（明治以降も旧領に土地を持った華族はあるが、江戸時代からの封建的領地を維持したわけではなく、明治以降に同地に土地を購入して不動産所有権を得ただけである）。明治前期の華族たちはあくまで金融貴族であり、土地貴族ではなかった。
しかし、1880年代以降になると土地所有の安定有利性が増大し、皇室の御料地設定を契機として、富裕な華族が関東、東北、北海道などの御料林周辺の官有地の払い下げを受けて土地所有を増やしていく。
明治10年代から旧臣の保護授産のため北海道開拓の援助をしていた旧尾張藩主家の徳川義礼侯爵や旧加賀藩主家の前田利嗣侯爵は、明治20年以降には北海道に個人農場を所有して大規模土地所有者となっている。北海道は明治19年の土地払下規則に基づいて広大な官有地が有利な条件で処分されていたから、このほかにも多くの華族が北海道に土地を購入して農場主となっている。太政大臣三条実美公爵、菊亭修季侯爵、蜂須賀茂韶侯爵らが共同出資した華族組合農場などが有名である。
旧大藩大名華族の土地所有の事例として細川侯爵家の事例を挙げる。前述の通り同家は全受給者中第4位という巨額の金禄公債を取得し、富裕な金利生活を送りつつ、それに留まらず、それを積極的に運用する資本として登場し、明治10年代前半頃から旧領だった熊本県において免祖新地を中心に土地を購入。芦北郡、八代郡、玉名郡に最低642町という広大な新地を取得したのを皮切りに、明治30年末までには熊本県の千町歩地主となっている。
さらに東京府内にも土地を所有し、明治末の時点では麹町区麹町3,798坪（うち224坪、貸家5棟）、日本橋区浜町13,182坪（うち11,242坪が貸地、1941坪が賃家37棟）、小石川区茗荷谷町1,883坪（うち1877坪貸地）、同関口町2,176坪、同関口台町7,228坪と同高田老松町12,145坪（関口台町と高田老松町にまたぐ2,459坪の土地に貸家30棟）、同高田豊川町2,797坪、浅草区今戸町2,238坪（2,545坪貸地）、荏原郡北品川宿1,421坪、北豊島郡高田村1,194坪（貸家4棟）を所有している。東京の土地はかなりの部分が貸地・貸家経営に供されているが、東京市内の宅地にかかる税金は高額であり、経費が収入を大幅に超過しているものが多い。
また細川侯爵家は朝鮮の大地主だったことも特筆される。明治37年8月に第一次日韓協約が締結されると同家はただちに家従を渡韓させ、全羅北道（全北）の土地買収のための調査を開始させている。細川家がここに目を付けたのは、朝鮮における農産業の主要地でありながら低廉だったためである。特に「細川家韓国出張所」が設置された大場村は水陸接続の要地で肥沃でありながら水害が稀な絶好の営農地だった。細川侯爵家は、かかる土地に明治38年から40年にかけて、毎年約2万円前後の予算で100町歩前後ずつ田畑を購入している。明治44年からは全羅南道（全南）にも進出を開始し、大正3年までに全北・全南合わせて1683町歩に及ぶ広大な田畑を取得。その結果、大正8年、9年、12年、13年には朝鮮からの収入が熊本県からの収入を凌駕するに至っている。
大正時代の細川侯爵家の基本財産（土地）にかかる歳入歳出は、東京が赤字だが、熊本と朝鮮から上がる莫大な小作料収入がそれをカバーしており、全体としては大きな黒字である。ただし、熊本・朝鮮の大地主になったことで細川侯爵家の金利生活者の面がなくなったわけではない。同家の経産方は公債・株券売買や貸付・預金などに従事した銀行類似の資本だったのであり、明治中期以降は所有会社を株式会社形態に改組して積極的な資本主義ブルジョア化を進め、ほぼ小作料収入に匹敵する有価証券収入を得ている（純収入では有価証券収入が小作純収入を凌駕している）。

### 旧堂上華族・奈良華族・神官華族の保護
一方、金禄公債の額が少ない旧堂上華族や旧小藩大名華族の多くは財産基盤が貧弱であったから、旧大藩大名華族のようにはいかなかった。
明治天皇は、古代より歴代天皇に奉仕し、皇室との由緒が深い堂上華族が困窮しているのを見かねており、彼らの保護策を考えていた。明治22年（1889年）には旧五摂家の近衛公爵家、鷹司公爵家、九条公爵家、二条公爵家、一条公爵家の5家に対して総計10万円が明治天皇より下賜された。皇室と特別な関係にある旧五摂家が没落しないようにとの配慮であったが、この下賜金は旧五摂家の公爵家に限定されていたことから、宮内省内では侯爵以下の堂上華族にも適当な資金を配分する制度を作るかの調査委員会が近衛篤麿公爵を委員長として設置された。
明治26年（1893年）12月には京都在住華族の久世通章子爵、舟橋遂賢子爵、冷泉為紀伯爵が連名で委員長の近衛に意見書を送り、その中で、京都の繁栄に伴い物価が上がってきており、二十年前と比べると生活が苦しくなっている、加えて昔日と違って天上人として俗世間と没交渉というわけにはいかず、その交際費が年々かさむ。財産に乏しい我々にしても華族の栄爵を有している以上は、それ相応の門構えの邸宅に居住し、義援金についても他者より多く出す必要があるが、所得税などが増加する一方、従来の負債返済に追われて年間所得は減少している、このままだと公家華族の財産は消滅してしまう。我々が皇室に救助を願い出るのは大旱に農民が大雨を望み、轍のフナが水を求めるのと同じであると述べて保護を訴えている。
こうした訴えを受けて近衛は皇室と特別な由緒を持つ堂上華族と奈良華族を保護すべきことを明治天皇に奏請。天皇は、明治27年（1894年）の天皇皇后結婚25周年を機に皇室の御手許金の中から「旧堂上華族恵恤賜金」（元金199万円）を創設し、その金で購入した公債証書の利子を旧堂上華族に下賜することとした。直接の管理は宮内省内蔵寮により行われ、配当は6月と12月の二度行われた。利子のうち五分の三を公侯爵3、伯爵2、子爵1という割合で配分し、五分の二は貯蓄する形で利殖を図った。その結果、制度が始まった当初は1回の配当につき公侯爵447円、伯爵298円、子爵149円だったのが、最終的には公侯爵900円、伯爵600円、子爵300円に増やされている（配当は年2回なので年間では公侯爵1800円、伯爵1200円、子爵600円）。
この配分は維新前からの堂上家のみが対象となり、奈良華族など維新後に堂上格を与えられた家は対象とならなかったが、明治30年12月には奈良華族・神官華族の男爵19名を対象に総額3050円の援助が行われ、その後も毎年1家につき300円以内の恵与が行われた。恵恤賜金の貯蓄額が増加してきたので堂上華族に次いで皇室との由緒がある彼らにも金を配る余裕が出てきたのである。
恵恤賜金の管理期限は明治42年1月1日から15年延長され、明治45年7月9日には「旧堂上華族保護資金令」（皇室令第3号）が公布されて恵恤賜金が保護資金に改称されるとともに、これまで不透明だった保護資金の管理方法が明記された。またこの交付に合わせて「男爵華族恵恤金」も別に設置されて「男爵華族恵恤資金恩賜内則」が作成され、奈良華族と神官華族を対象に年額300円を6月と12月に分けて支給することが制度化された。これらの処置のおかげで旧堂上華族、奈良華族、神官華族については財産状況がだいぶ改善された。これらの華族で天皇の恩恵に感謝しない者はなかった。
一方、旧堂上華族と同水準の経済状況にありながら、恵恤賜金に与かれない旧小藩大名華族は不満を抱き始めた。京都の地方紙『日出新聞』の報道によれば、明治27年4月12日に京極高典子爵（旧讃岐多度津藩主家）、新庄直陳子爵（旧常陸麻生藩主家）、鳥居忠文子爵（旧下野壬生藩主家）、板倉勝達子爵（旧三河重原藩主家）、米津政敏子爵（旧常陸竜ヶ崎藩主家）を総代として旧小藩大名華族90余名が連帯して、宮内大臣土方久元に宛てて意見書を送り、公家も大名家も職種に差異はあっても皇室に奉仕してきた点は変わらない、天皇から公家・武家は一致協力して華族の義務を果たすようにとの勅諭が下されているにもかかわらず、旧堂上華族のみ恵恤賜金が与えられるのは不公平と訴えた。土方がこれにどう回答したかは分からないが、大名華族に恵恤賜金が認められることはなかった。恵恤賜金は困窮華族を手当たり次第に救済する制度ではなく「皇室への奉仕の由緒」に重きが置かれていた制度だからである。

## 華族の邸宅
明治の文明開化は、洋装・断髪など西洋化の先陣を切っていた明治天皇を筆頭として皇室主導の啓蒙的な欧化主義に基づいていた。住宅についても同様であり、明治天皇がいち早く生活様式を西洋化させたことで、皇族たちも西洋式の生活をはじめるべく洋館を建設するようになり、それを模範として政府高官、華族、ブルジョワなども次々と洋館を建設するという経緯をたどった。ただし、明治初期の段階では本格的な洋館を設計できる建築家はお雇い外国人を除いてほとんどいなかったので、衣食と比すると住については文明開化は遅れた。
明治期の洋館の多くは日本政府の招きで来日し工部大学校建築学科教授を務めていた英国人建築家ジョサイア・コンドルが設計したものである。日本人棟梁たちも擬洋風建築を試みてはいたが、彼らでは本格的な西洋風邸宅を作るのは難しかった。日本人建築家が洋館建設を手掛けるようになったのはコンドルの弟子たちが育ってきてからである。
皇居（明治宮殿）は、和風の外観に和洋折衷の内装という宮殿となったが、設計をめぐっては西洋宮殿にするか和風宮殿にするかで議論があった。洋風宮殿の建築計画もあったことは天皇や政府の文明開化への強い意志を示すものだった。皇居に代わって邸宅の西洋化を次々と実現してみせたのは皇族たちだった。

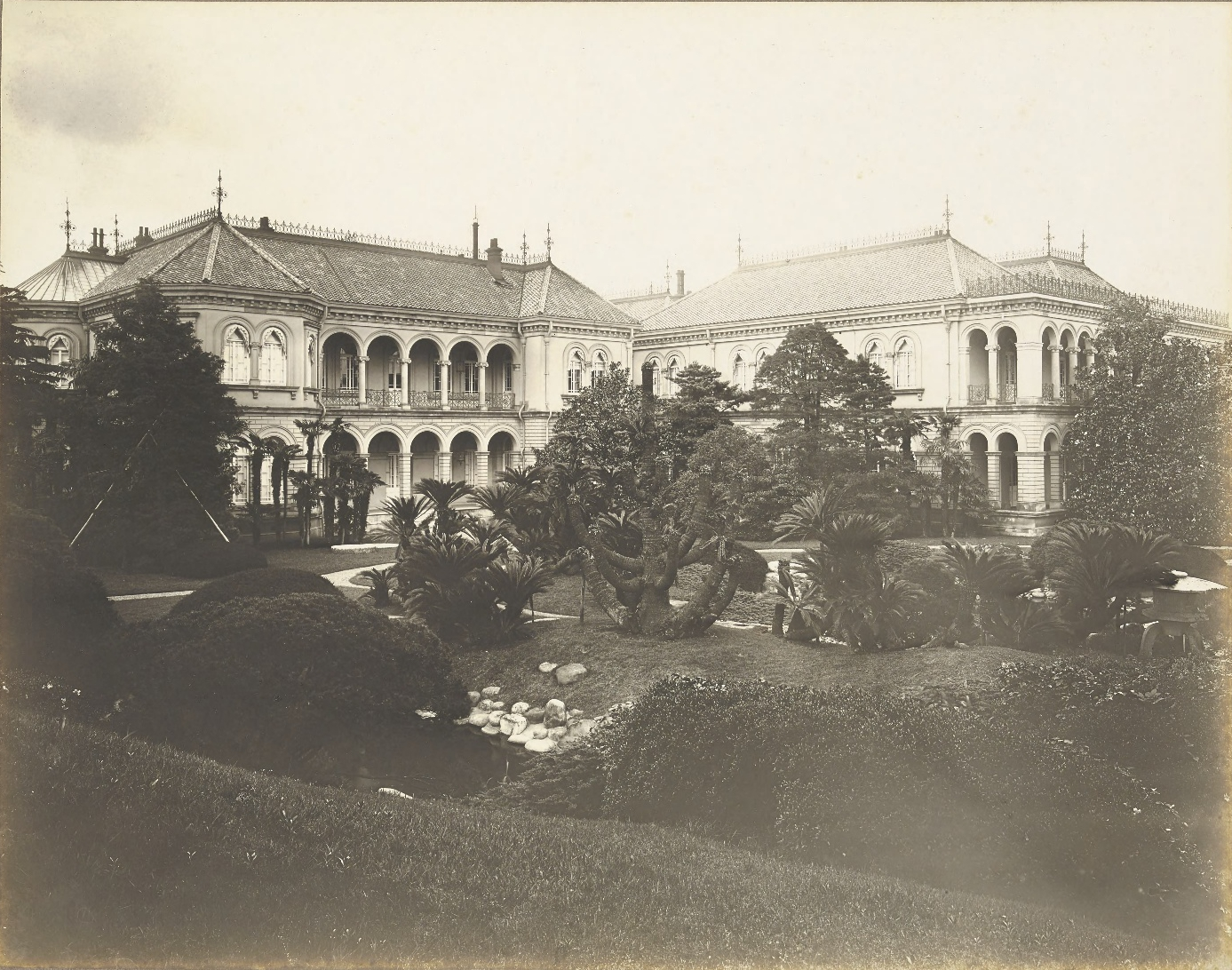
明治17年に皇族有栖川宮熾仁親王が東京霞ヶ関に建設した有栖川宮邸（後の霞ヶ関離宮）。明治20年代以降に本格化する華族たちの洋館建設ブームに影響を与えた。

明治13年竣工の伏見宮邸がやや小規模ながら皇族の洋館としては最初のものと言われる。明治17年には有栖川宮家と北白川宮家が相次いで洋館を完成させている（いずれもコンドルの設計）。
明治10年代に皇族たちが洋館建設の先例を示した後、明治20年代から華族や政府高官たちがそれを模倣した洋館建設を本格化させる。この頃から片山東熊などコンドルの弟子の日本人建築家が育ってきてことも影響していた。華族洋館の初期となる明治20年代に作られた主な洋館に一条公爵邸（赤坂区福吉町）、三条公爵邸（麻布区鳥居坂町）、鍋島侯爵邸（麹町区永田町）、細川侯爵邸（小石川区高田老松町）、小笠原伯爵邸（牛込区市谷河田町）、山田伯爵邸（小石川区音羽）、土方子爵邸（小石川区林町）、後に華族子爵家となる渋沢邸（日本橋区兜町）、後に華族男爵家となる岩崎邸（深川区清住町）などがある。いずれも当時としては最高水準の洋館で、建坪150坪を越える大邸宅も少なくないが、その大半には和館が付属しており、日常生活はそちらで送る華族が多く、洋館は社交場・迎賓館として使用されるのが一般的だった。皇族たちは日常生活も洋館で送り、自らの生活様式を積極的に西洋化していたことを考えると、華族たちの文明開化は上辺ばかりのものといわれても仕方がなかった。華族たちにとって洋館は居住空間というよりステータスの問題であった。
ステータスとして大きな役割を果たしたのが明治天皇の行幸である。明治天皇は日本各地を回ってたびたび皇族や華族の邸宅に行幸したが、華族にとって天皇への最大のおもてなしとなるのが洋館だった。華族たちの洋館建設には天皇を自邸にお迎えしたいという願望が背景にあった。たとえば松方正義公爵の孫ハル・松方・ライシャワーによれば、明治20年に建設された松方家の洋館は明治天皇・美子皇后の行幸を仰ぐためだけに作られた行幸御殿だったという。自邸が天皇の行幸を賜るというのはそれだけ大きなステータスだったのである。
華族の大邸宅は当時の人々が「高燥の地」と呼んだ高台や南向きの斜面に建てられることが多かった。陽当たりのよさと、水はけのよさが好まれたためである。これは江戸時代の趣味とは異なる立地だった。江戸時代には庭園に池を掘り、汐入の庭などと称する物を評価したので、大庭園を持つ邸宅には下町に近い低地が好まれた。文明開化の時代は向日性の時代だったといえよう。東京の地名に「山」の字がついている物は「高燥の地」のことであり、大邸宅地だったところである。たとえば五反田の島津山や池田山は島津公爵邸や池田侯爵邸、目黒区と渋谷区の境にある西郷山は西郷従道侯爵邸に因んでいる。
時代が下るとともに華族の邸宅はコンパクトになっていく。和洋折衷の建物や、一部に洋間を組み込んだだけの邸宅などが誕生した。

### 華族の東京本邸の地理的考察
華族の本邸の場所としては、華族令制定があった明治17年時においては、華族510家のうち80％をしめる433家が東京府に置いている。このうち区部が389家、郡部が34家である。区部では麹町区の77家が群を抜いており、神田区、芝区、牛込区、本所区など山の手地区・下町地区を含めて15区にわたっており、現在の千代田区に相当する麹町区と神田区に4分の1の華族が本邸を置いている。麹町区では番町（一番町～六番町）と富士見町に華族の邸宅が集中しているが、ここは江戸時代には旗本屋敷があった場所で、維新後旗本たちが退去し、代わって旧堂上華族（38家）や旧大名華族（25家）、政府高官がここに邸宅を置くようになり「大臣横丁」と呼ばれるようになっていたことが影響している。接続郡部は34家と多くなく、荏原郡、南豊島郡、北豊島郡、南葛飾郡に限られ、東多摩郡と南多摩郡では確認できない。このうち南豊島郡が18家と最も多く、内訳は旧堂上華族が11家、旧大名華族が7家となっている。
しかし明治末期の明治44年になると様相は変化する。最も顕著なのは、神田区、日本橋区、深川区、本所区、浅草区などいわゆる下町地区から華族の邸宅が激減し、麻布区、赤坂区、四谷区、牛込区、小石川区、本郷区など山の手地域に急増していることである。これには様々な原因が考えられる。この間、日清日露の論功行賞をはじめとする勲功者叙爵で華族家総数が2倍近くに膨れ上がっていたのだが、当時の赤坂には青山練兵場をはじめ軍事施設が多く、（日清日露で華族に叙された）将軍たちの邸宅も兵営に通いやすい乃木坂などに多かったこと、また明治40年と明治43年の大水害で華族たちが屋敷や別荘を山の手地区に移したことが大きい。
昭和3年になると、下町地区の華族邸宅の減少傾向がさらに進み、もはや神田区に2家、浅草区に1家が残るのみになっている。山の手もわずかに減少が見られるものの、こちらはさほど大きな変化はない。しかし接続郡部に大きな変化があり、荏原郡（98家）、北豊島郡（29家）、豊多摩郡（223家）と各郡とも2倍から3倍の華族邸宅の急増傾向が見られる。この傾向は昭和14年になるとさらに進んでおり、山の手地区の華族の邸宅が大きく減少する一方、接続郡部が急増している。特に荏原（150家）が顕著である。華族の邸宅の郊外化の背景として考えられるのは、大正12年の関東大震災における区部の甚大な被害がある。関東大震災後、中産階級の人々の郊外化の現象が起きていたが、これが華族にも起きていたと考えられる。また、華族など上流階級の郊外移住が郊外に対する良いイメージをもたらし、より中産階級の郊外移住が促されたと考えられる。

### 華族の別荘について
避暑・行楽・海水浴などのリゾート地には華族が別荘を建設することが多かった。有名な別荘地として以下の物がある。

#### 鎌倉
鎌倉は明治22年に東海道線と横須賀線が開通してから急速に発展し、別荘地として有名になった。明治末期には皇族、華族、政治家官僚、実業家の別荘が580戸を超えており、当時の同地の総戸数（1730戸）の三分の一が別荘になっていた。それ以外に貸別荘や賃家も多く、作家や文士などの避暑・転地にも利用されていた。鎌倉に別荘を作った華族家に以下のような家がある。
- 島津公爵家：明治33年に長谷に別荘建築。明治42年からは島津忠重公爵が横須賀勤務になったことでこの別荘を本拠にし、明治45年には一ノ鳥居に別荘を新築してそちらに移住。大正7年以降東京に戻ったため、一ノ鳥居は純粋な別荘となった。関東大震災で2階部分が倒壊。
- 前田侯爵家：明治中期に前田利嗣侯爵が長谷に建設した別荘。和風建築だったが焼失し、昭和11年に前田利為侯爵が現在鎌倉文学館となっている別荘を再建。
- 岩崎男爵家：大正時代に岩崎小彌太男爵が現在の鎌倉歴史文化交流館の場所に別荘を建設している。

鎌倉の別荘地としての最盛期は明治末から大正12年の関東大震災までと考えられる。関東大震災後には鎌倉は別荘地というより住宅地として都市化していった。

#### 湘南
明治20年代以降、湘南地域では海水浴客を対象に大旅館、料亭、茶室などが次々と建設されて賑わった。華族の別荘も多く建設された。特に大磯と葉山が有名である。
大磯は東海道線の大磯停車場の開設を契機として別荘地として栄えるようになった。伊藤博文、西園寺公望、山縣有朋、原敬、島津忠亮、酒井忠道、徳川頼倫、鍋島直大、岩崎彌太郎、浅野総一郎などの政治家、華族、実業家が続々と大磯に別荘を立てており、明治40年には大磯の別荘の数は150戸を超えていた。この翌年に大磯は全国優良避暑地第一位に輝いている。
葉山は駐日イタリア公使レナート・デ・マルチーノが葉山の風光と温暖な気候に目を付け、明治24年にここに別荘を建築したことで保養地として有名になる（マルチーノの別荘は明治26年に徳川茂承侯爵に譲渡され、堀内に移されたのを経て、細川侯爵家に譲渡）。東大医学部内科教師で皇室の侍医でもあった医学者エルヴィン・フォン・ベルツもマルチーノ公使の紹介で葉山を知り、葉山への転地療養を各方面に推奨するようになった。皇室もベルツの勧めで明治27年に葉山御用邸を建設。葉山御用邸は大正天皇にこよなく愛され、大正天皇はここでの病気療養中に崩御した。葉山の別荘建設は明治22年の横須賀線開通後に増加し、ピークは昭和8年から9年頃と見られ、この頃には葉山の別荘は2000戸を超えていたという。

#### 那須
栃木県那須地域では華族、政治家官僚、実業家などが御料林の払い下げを受けて開拓し、農場や牧場を建設して経営を行うことが多く、その関係で事務所を兼務した華族の別荘が多かった。著名な華族別荘に次のものがある。
- 松方公爵家：松方正義公爵は那須千本松で農場を経営しており、明治36年に羊牧場を新設するにあたって同地に別邸を建設。松茂山荘、万歳閣と呼ばれる。
- 大山公爵家：大山巌公爵は従兄弟の西郷従道侯爵と共同経営で加治屋開墾場をはじめたが、明治35年に折半し、永田の地に大山農場ができ、この際に事務所を兼ねた別荘を建築。
- 山縣公爵家：山縣有朋公爵は、渋沢栄一子爵の塩谷郡泉村の農場を明治15年に譲り受けて山縣農場として経営し、明治26年に上伊佐野に別荘を建築。現在は上伊佐野公民館となっている。上伊佐野の山縣有朋記念館は関東大震災の翌年に山縣伊三郎公爵により小田原から移築されたもの。
- 青木子爵家：那須野ヶ原に現存する邸宅。ドイツ公使だった青木周蔵がドイツ式の山林農場経営を目指してこの地の開拓を初め、農場事務所兼住居として明治21年に建設された。

#### 軽井沢
華族の高原別荘としては軽井沢が有名だった。明治30年に川田龍吉男爵が開拓したプランテーション内に別荘を建築したのが嚆矢とされる。明治末には外国人別荘が多く存在した。この時期から軽井沢に別荘を建てていた華族は青山胤通男爵、二条基弘公爵の2人だけだったが、大正時代に入り、野沢組と箱根土地株式会社による別荘地開発が始まり、軽井沢の別荘地としての発展が本格化する。華族の別荘も次々と建設され、細川護立侯爵、徳川慶久公爵、徳川圀順公爵、津軽承昭伯爵などの別荘が軽井沢を代表する別荘建築として知られる。

#### 箱根
箱根が近代リゾート地となったのは、明治20年にベルツの進言により、病弱な皇太子（大正天皇）のために蘆ノ湖湖畔の高台に箱根離宮が建設されたことがきっかけである。箱根は江戸時代から温泉地として認知されていたうえ、明治以降は避暑地としての性格も加わり、明治20年開通の横浜・国府津間の鉄道、大正7年開通の箱根登山鉄道など交通機関の発展により箱根の観光客は大きく増加し、外国人の利用も多い温泉保養地として発展した。温泉旅館が次々と建設されるようになり、それに合わせて小田原電鉄や箱根土地株式会社などにより分譲別荘地開発が盛んに行われるようになった。皇族や華族は箱根に別荘を持った者はそれほど多くないものの、岩崎彌之助男爵の箱根湯本別荘、その息子岩崎小彌太男爵の元箱根別荘などは著名である。

### ギャラリー
華族の洋館
- 島津宗家公爵邸だった洋館。ジョサイア・コンドルの設計と洋画家黒田清輝の指揮のもと大正4年に竣工したイタリア・ルネサンス様式の邸宅[169][170]。列柱は1階が力強いトスカナ式、2階が女性的なイオニア式で異なっている[170]。現在は清泉女子大学本館であり、重要文化財（東京都品川区）[169]。
- 島津公爵邸内。
- 東京市渋谷区千駄ヶ谷にあった徳川宗家公爵邸。
- 前田侯爵邸だった洋館。現駒場公園（東京都目黒区駒場）。壮麗なイギリス・チューダー様式の邸宅で昭和初期に完成した時には「東洋一の洋館」と呼ばれていた[171]。重要文化財[172]。
- 前田侯爵邸大客室
- 前田侯爵邸夫人室
- 鳥取池田侯爵家の別邸だった仁風閣（鳥取県鳥取市）。明治40年に竣工したフランス・ルネサンス様式を基調とした白亜の洋館。ゴシック様式の八角尖塔（階段室）も印象的[173]。重要文化財。
- 仁風閣の一室。皇太子嘉仁親王（後の大正天皇）の行啓の際に御食堂として使用された部屋。
- 尾張徳川侯爵家の邸宅だったイギリス・チューダー様式のハーフティンバー様式の洋館[174][175]。昭和9年に徳川義親侯爵が建築家渡辺仁に東京・目白に建設させたものだが、昭和43年に西武百貨店が取得して八ヶ岳高原に移築し、現在はレストラン「八ヶ岳高原ヒュッテ」となっている[175]
- 紀州徳川侯爵家の私設図書館南葵文庫だった洋館。明治32年に徳川頼倫侯爵が東京麻布飯倉の邸宅内に建設した。大正13年に蔵書の大半を東大図書館に寄贈して文庫は閉鎖されたが、建物自体は東大図書館分館として使われたのを経て、その一部が静岡県熱海市に移築されてホテル「ヴィラ・デル・ソル」となって現存[176]。
- 細川侯爵家の邸宅だった洋館。チューダー様式を基調として、卍崩しやサラセン風のデザインも取り入れられた昭和初期の代表的な華族邸宅である[177]。現在は和敬塾本館となっている（東京都文京区目白台）。
- 鍋島侯爵家の邸宅だった洋館。明治25年に東京永田町に建設された。佐賀出身の建築家坂本復経や辰野金吾らによる設計であり「専門家の設計による国内最古の洋風大邸宅」と名高い。同邸が関東大震災で倒壊した後、跡地に首相官邸（現首相公邸）が建設された[178]
- 西郷従道侯爵家の邸宅だった明治初期の洋館。お雇い外国人のフランス人建築家ジュール・レスカスが設計に関与したと伝えられ、明治13年に東京都目黒区上目黒に建設されたものだが、現在は愛知県犬山市博物館明治村に移築されている。重要文化財[179]
- 西郷従道侯爵邸食堂
- 華頂侯爵家の邸宅だったハーフティンバー様式の洋館（神奈川県鎌倉市浄明寺）。昭和4年に華頂博信侯爵が建設した。華頂侯爵家の由来が華頂宮家にあることから一般に「旧華頂宮邸」と呼ばれる。ドラマ等のロケ地として有名[180]。登録有形文化財[181]。
- 小笠原伯爵家の邸宅だった洋館。クリーム色の外壁とエメラルドグリーンのスペイン瓦、窓には鉄格子の飾りがあり、中庭を囲むロの字型の平面図になっているというスパニッシュ様式の洋館[182][183]。スパニッシュ様式は昭和初期に流行した[183]。現在はスペイン料理店「小笠原伯爵邸」となっている[182]。（東京都新宿区河田町）
- 立花伯爵家の邸宅だった白亜の洋館（福岡県柳川市新外町1「御花」）。明治43年に迎賓館として建設された。当時すでに自家発電所を設けており、輸入品のシャンデリアや電気器具を使っていた。今もランプシェイドなど多くの設備が当時のままに残されており、結婚式場などとして使われている[184]。
- 久松伯爵家の別荘だった萬翠荘（愛媛県松山市一番町）。陸軍駐在武官としてフランス駐在経験が長かった久松定謨伯爵が大正11年に建設させたフランス第二帝政様式の洋館[185]。当時「四国の鹿鳴館」と評されて四国の名士たちの社交場となった[185]。現在は重要文化財として一般公開されている[186]。
- 萬翠荘の階段。帆船がデザインされたステンドグラスは木内真太郎の作品[187]
- 萬翠荘の1階大広間。白を基調とした部屋で扉上の2枚の絵画は松山出身の画家八木彩霞の作品[187]
- 土岐子爵家の邸宅。土岐章子爵が大正13年に東京市渋谷区に建設したドイツ郊外別荘風住宅。平成2年に土岐家と所縁の深い群馬県沼田市が取得し、倉内町の沼田公園を経て上之町に移築され、現在は旧土岐家住宅洋館として一般公開されている[188]。登録有形文化財[188]。
- 青木子爵家の那須別邸だった洋館（栃木県那須塩原市）。那須で青木農場を経営していた外務大臣青木周蔵子爵が明治21年に建設した。設計者は建築家松崎万長男爵。当初は中央の2階建て部分のみだったが、明治42年の増築で現在の姿となる。現在は「明治の森・黒磯」の一施設として一般公開されている。重要文化財[189]
- 三井男爵家の迎賓館だった洋館。現綱町三井倶楽部（東京都港区三田）。ジョサイア・コンドルの設計で明治43年に竣工、優美な曲線と多様な装飾を使ったバロック様式の邸宅[190]
- 三井男爵家迎賓館内。中央ドームの吹き抜け天上。ステンドグラスをはめたビザンチン様式[191]。
- 岩崎男爵家茅町邸だった洋館。ジョサイア・コンドルが設計した明治期きっての大邸宅[192]。17世紀イギリスのジャコビアン様式（英語版）を基調としながら細部にはルネサンス様式、イスラム風の装飾、アメリカ・ペンシルベニアのカントリーハウスのイメージも取り入れられている[193]。現旧岩崎邸庭園（東京都台東区池之端）。
- 岩崎男爵家茅町邸。
- 旧岩崎男爵家高輪別邸だった洋館。現在は三菱グループの迎賓館開東閣となっている（東京都港区高輪）。ジョサイア・コンドルの設計で明治41年に竣工したエリザベス朝ルネサンス様式の邸宅[190]。
- 古河男爵家の本邸だった洋館（東京都北区西ヶ原）。ジョサイア・コンドルの晩年の作品で、洋館の周りにはバラやツツジが植えられた西洋庭園が広がる。バラ園から見るとスコットランドの別荘風でもあり、明治の頃の豪壮な洋館とは一線を画した大正時代ならではの雰囲気を持つ洋館[194]。現在は「旧古河庭園」として一般公開されている[195]。

華族の和館
- 毛利公爵家の本邸だった和館。大正5年竣工。現在は毛利博物館（山口県防府市）。邸内には神代杉や神代欅といった伝統的良材だけでなく、鉄筋コンクリートやトタンなど当時の最先端建材が大量に用いられ、邸内の電力はすべて自家発電、湯殿には給湯施設、各部屋はインターホンで結ばれるなど、和風建築と最新技術が融合した建築物[196]。重要文化財[197]。
- 毛利公爵邸庭園。庭園は国指定名勝[196]。
- 山縣公爵家の別邸無鄰菴（京都府京都市左京区）。館自体は銘木などを使用しているわけではなく質素な造りだが、この館の真価はそれぞれの部屋からの庭園の景観にある[198]。
- 無鄰菴の邸内からの庭園の景観。一階からは緩やかな傾斜地に広く芝生を配した明るい庭園を見渡すことができる[199]。二階からは清らかな流れが煌めき、遠方に東山がみえる[198]。庭園は国指定名勝。
- 西園寺公爵家の別荘だった和館「坐漁荘」。大正9年に西園寺公望公爵が静岡県興津に建設したもので、邸内には竹の意匠をふんだんに用いているのが特徴的である。昭和4年の増築で洋室も加えられた。現在は愛知県犬山市にある博物館明治村に移築されている[200]。
- 黒田侯爵家の別荘だった和館「清閑亭」（神奈川県小田原市）。明治39年頃に貴族院副議長だった黒田長成侯爵により建設された。登録有形文化財[201]
- 前田侯爵邸の和館。上記洋館と隣接して建てられた。重要文化財（東京都目黒区駒場公園）[202]
- 前田侯爵家和館内の一室
- 三井男爵家の下鴨別邸だった和館。大正14年に完成。重要文化財[203]
- 三井男爵家下鴨別邸2階からの庭園の眺め

華族のその他の邸宅
- 東伏見伯爵家の横浜別邸（神奈川県横浜市磯子区）。昭和12年に香淳皇后の実弟東伏見邦英伯爵により建設された。緩やかな傾斜の屋根と庇が幾重にも重なり、窓には木製の欄干が付され、屋根上に水煙と九輪を乗せたこの建物は、仏殿にも楼閣にも見える和風御殿ともいうべき外観だが、内部は完全な洋風であり、外観の派手さと対照的にシンプルなアール・デコ調の内装。光沢を放つ大理石が多用される[204]。
- 吉川子爵家の邸宅。昭和5年に堀口捨己の設計で東京府豊多摩郡渋谷町建築された昭和モダン建築[205]。
- 住友男爵家の俣野別邸（神奈川県横浜市戸塚区東俣野町）。昭和14年に住友友成男爵が建設した昭和モダンの影響を受けた和洋折衷のハーフティンバー様式の邸宅。平成16年7月に国の重要文化財に指定されていたが、平成21年に焼失したため重要文化財指定解除。現在のものは横浜市が再建したものだが、オリジナルを忠実に再現しているため、横浜市から歴史的建造物の指定を受けている[206][207]
- 俣野別邸内の階段ホール。昭和初期となると昭和モダンの影響で現代の建築様式に近くなる。
- 俣野別邸内の食堂。
- 俣野別邸内

## 華族の使用人

### 使用人数
柳沢統計研究所編纂の『華族静態調査』が大正4年12月31日時点における不詳分389家を除いた華族539家の使用人数をまとめている。539家の総使用人は6504人から7008人であり、平均すれば1家につき12.1人から13人となる。爵位が高いほど使用人数が多くなる傾向があるが、公爵家と侯爵家では逆転しており、侯爵家25家の総使用人数は1092人から1195人以上で平均43.7人から47.8人以上であるが、公爵家の平均はこれより10人ほど少ない。これは資産家である旧大藩大名華族が公爵より侯爵に多いのが原因である。詳細は以下のとおりである。
| 人数       | 公爵 8/17家 | 侯爵 25/37家 | 伯爵 70/100家 | 子爵 224/378家 | 男爵 212/396家 |
| ---------- | ----------- | ------------ | ------------- | -------------- | -------------- |
| 1人        |             |              |               | 4家            | 6家            |
| 2人        |             |              | 5家           | 21家           | 20家           |
| 3人        |             |              | 3家           | 22家           | 20家           |
| 4人        |             | 1家          | 1家           | 13家           | 21家           |
| 5人        |             |              | 5家           | 26家           | 22家           |
| 6人        | 1家         |              | 2家           | 30家           | 23家           |
| 7人        |             | 2家          | 2家           | 13家           | 23家           |
| 8人        |             |              | 5家           | 7家            | 16家           |
| 9人        |             |              | 5家           | 7家            | 12家           |
| 10人       |             |              | 2家           | 11家           | 6家            |
| 11人-15人  |             | 5家          | 6家           | 38家           | 17家           |
| 16人-20人  | 1家         | 2家          | 8家           | 14家           | 12家           |
| 21人-30人  | 4家         | 1家          | 10家          | 13家           | 8家            |
| 31人-40人  |             | 1家          | 6家           | 3家            | 2家            |
| 41人-50人  |             |              | 4家           | 1家            | 2家            |
| 51人-60人  |             | 5家          | 4家           |                | 1家            |
| 61人-70人  | 1家         | 2家          | 1家           | 1家            | 1家            |
| 71人-80人  |             | 2家          | 1家           |                |                |
| 81人-90人  | 1家         |              |               |                |                |
| 91人-100人 |             | 1家          |               |                |                |
| 101人-     |             | 3家          |               |                |                |

### 家政組織
華族は宮内大臣の許可を得れば家政について法的拘束力を有する家憲を定める特権があり、それによって家政組織や使用人の待遇・懲戒について定めている家が多かった。
典型的な旧大藩大名華族の家政として、旧広島藩（大藩）の浅野侯爵家の例をあげる。同家の最後の侯爵浅野長武の戦後の回想によれば、戦前、浅野侯爵家の邸内には150人を下らない使用人が働いていたという。家令がその司令塔となって家務全体を統括し、これが「家の大臣」みたいなもので、その下に2～3人の家扶がおり、これが「局長クラス」だったという。さらにその下に家従と家丁の階級があるが、主人である浅野家の人間たちは、家従以上の使用人とは話をしたが、家丁以下の使用人とは口も利かなかったという。
使用人のうち20人以上は女中であり、浅野家の人間各人に専属の女中が付けられていたという。女中たちには女中頭のような上役がいて、女中全体の総取締りを行っていた。また女中の中には風呂係という風呂の世話をするだけの係りや、ランプの掃除をするだけの係りもいたという。女中は結婚すると「お暇頂戴」（退職）するが、華族の邸宅に奉公する女中は社会的信用があったので、かなりの問屋や裕福な家からお嫁の口がかかったという。退職した元女中は、子供ができると「御機嫌伺い」といって子供とともに浅野家によく挨拶に来たという。
浅野家では馬車用の馬を多い時で6頭ほど飼っており、そのための馭者、馬丁も雇っており、植木屋や大工とか鳶もいたという。浅野家の使用人は女中を除き、小間使いに至るまで旧広島藩士の家系の出身者で占められていたという。また使用人とは別に、家政相談役というのがあり、旧広島藩士の家系で社会的地位のある人に就任してもらい、家政の相談になってもらっていたという。長武自身は加藤友三郎や和田彦次郎などによく相談したという。浅野家に限らず旧大藩大名華族は大抵そういう家政になっていたと長武は述べている。
堂上華族など経済的に苦しい華族の場合は、家政組織が整備されていたとはいいがたい。それでも公爵（旧摂家）・侯爵（旧清華家）クラスの堂上華族は、大名華族に準ずる家政組織を持っていたようである。近衛文麿が生まれたころの近衛公爵家の家政組織については、文麿の母衍子の懐妊で桜木邸で内祝いが行われた際に召使たちに引出物が与えられているため、それによって大体分かる。それによれば、家令1名、家扶1名、家従4名、馭者、老女4名、若年寄2名、老女隠居2人、中臈が5人、中居7人、下男8人が同邸の使用人であり、他に富士見町邸の使用人として家従2名、老女1名、若年寄1名、中臈1人、下男2人があったようである。
財閥華族の三井男爵家では華族になる前は独自の役職名の家政組織を持っていたが、明治29年に惣領家が男爵に叙位されて華族に列した際に家政組織の役職名を他の華族に合わせ、家令、家扶、家従、雇員、馭者、家丁（以上表役員）、老女、女中（以上茶の間員）、料理人、小使、半女、車夫、馬丁（以上台所員）という名称に変更している。ただ三井惣領家では実際には家令は置いてなかったようである。

### 使用人の給与
細川侯爵家の『職員録』に記載されている昭和14年時の使用人の役職・氏名・給与（月給）を事例としてあげる。
- 「家政所」（高田本邸内の事務所）
家扶 馬場一衛（250円）
書記役 高岡光雄（80円）
家従　中村隆徳（守衛、75円）
書記役 緒方鉄雄（70円）
雇書記役 岐部正之（55円）
雇書記役 建部勇（50円）
雇 井戸次雄（43円）
女中待遇 岩橋ヨシ（御居間掃除嘱託、25円）
藤田辰雄（家政所事務嘱託、80円）
松島敏（給仕、17円）
小使 金子米喜知（36円）
- 細川侯爵家本邸（小石川区高田老松町）
家扶 菱田喜太郎
家従 新美辰馬（105円）
家従 鵜殿又男（89円）
家従 安藤又雄（75円）
女中 木村キク（40円）
女中 本田操（38円）
女中 山川トシ（23円）
女中 田上シヅエ（23円）
女中 中村孝（23円）
家丁 木下直（49円）
家丁 池田倉五郎（47円）
家丁 渡辺繁造（44円）
家丁待遇 土田秀雄（運転手、105円）

当時細川侯爵家は家令を置いておらず、家扶が最上位であり、家扶の給与が別格になっている。細川護貞の証言などから、家丁・女中については実際にはこれよりも多くいたと考えられる。なお昭和12年時における高等官（高等文官試験合格者）の初任給（月俸）は75円である。

## 特権

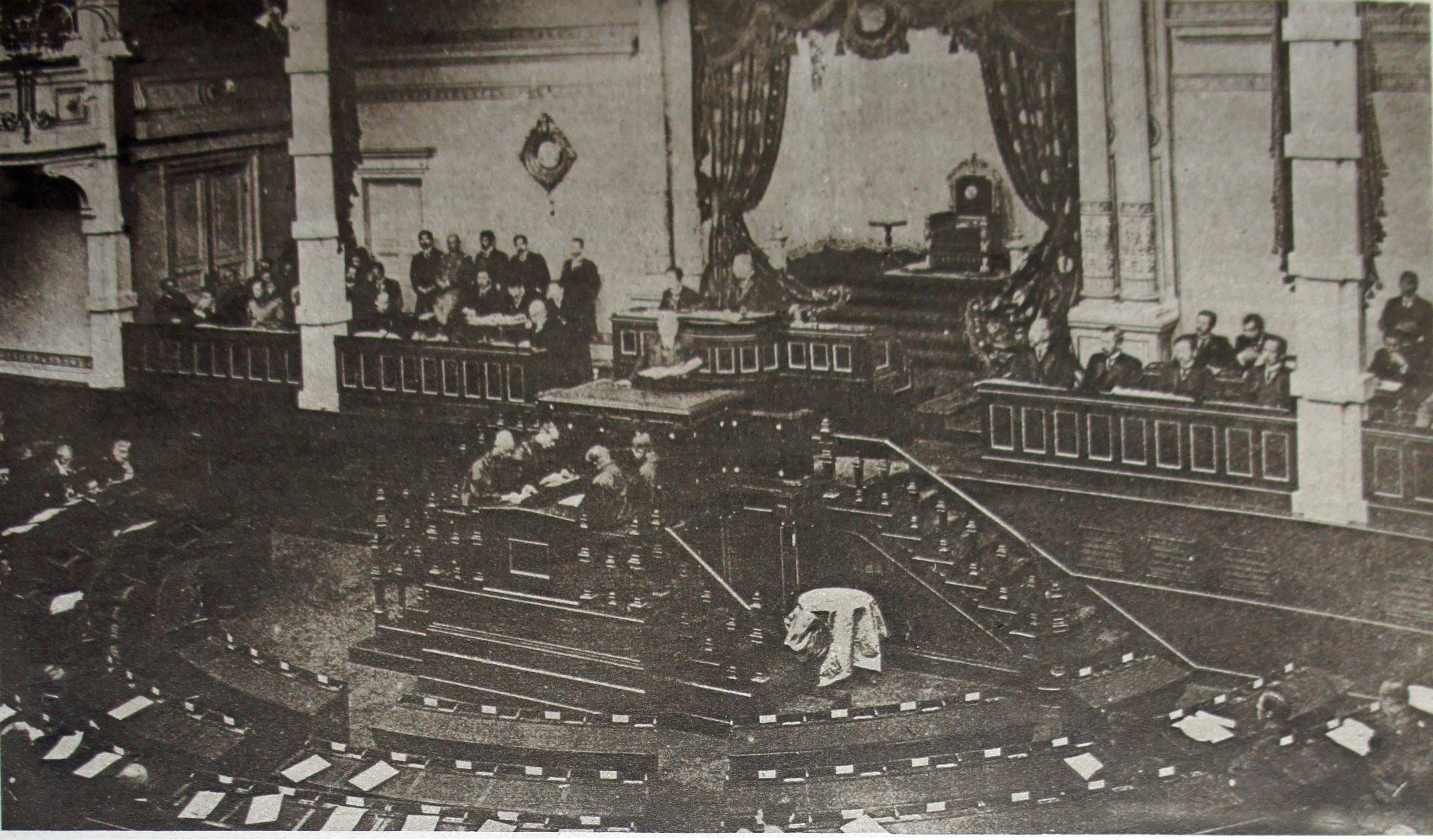
1918年（大正7年）の貴族院

### 司法
華族や勅任官・奏任官は1877年（明治10年）の民事裁判上勅奏任官華族喚問方（明治10年10月司法省丁第81号達）により民事裁判への出頭を求められることがなく、また華族は1886年（明治19年）の華族世襲財産法により公告の手続によって世襲財産を認められ得た。

### 特権
その他、宗秩寮爵位課長を務めた酒巻芳男は華族の特権を次のようにまとめている。
1. 爵の世襲（華族令第9条）[216]
2. 家範[注釈 8]の制定（華族令第8条）
3. 叙位[注釈 9]（叙位条例、華族叙位内則）
4. 爵服の着用許可（宮内省達）
5. 世襲財産の設定（華族世襲財産法）[216]
6. 貴族院の華族議員への選出（明治憲法・貴族院令）[216]
7. 特権審議（貴族院令第8条）
8. 貴族院令改正の審議（貴族院令第13条）
9. 皇族・王公族との通婚（旧皇室典範・皇室親族令）
10. 皇族服喪の対象（皇室服喪令）
11. 学習院への入学（華族就学規則）
12. 宮中席次の保有（宮中席次令・皇室儀制令）
13. 旧・堂上華族保護資金（旧・堂上華族保護資金令）

### 財産
1886年（明治19年）4月28日には華族世襲財産法が公布され、華族は差し押さえを受けない世襲財産の設定が可能となった。同法の要旨は次のとおりである。世襲財産には第1類（田、畑、山林、宅地、塩田、牧場、池沼等）と第2類（政府発行の公債証書、または政府の保証もしくは特別な監督に属する銀行・会社の株券）の分類があり（同法3条）、宮内大臣の許可を得て第2類の財産を第1類に換えることは可能だったが、第1類の財産を第2類に換えることはできなかった（同法8条）。世襲財産の設定のためには最低額として毎年500円以上の総収益を生じる財産である必要があった（同法4条）。家屋や庭園、図書、宝器も世襲財産付属物と為しえた（同法5条）。「負債償却ノ義務アル財産」は世襲財産およびその付属物にはなしえなかった（第6条）。世襲財産はその純収益を抵当として負債をなしうるが、債務額は毎年純収益の三分の一を超えることはできなかった（第12条）。世襲財産の売却・譲与・質入書入は禁止されており（13条）、また負債の抵当として差し押さえはできなかった（14条）。
この法律が制定されると資産の富裕な華族は積極的に世襲財産の設定を行ったが、資産の乏しい男爵や勲功華族の中には年収500円以上の物件自体を設定できない者が多く、そのため世襲財産を設定した華族は明治23年時点では華族総数562家中50家、明治42年の段階でも919家中241家と少数にとどまっている。
また前述の通り堂上華族、奈良華族、神官華族は、明治27年以降（奈良華族と神官華族は明治30年から）、皇室の御手許金から出された「旧堂上華族恵恤賜金」で購入された公債証書の利子の配分が受けられるようになった。明治45年には恵恤賜金が保護資金に改称され、また「男爵華族恵恤金」が設置されて奈良華族と神官華族への配当はそこから行うことになった。これは大名華族や勲功華族には認められていない、皇室への奉仕の特別な由緒がある華族のみの経済的特権であった。

### 教育
学歴面でも、華族の子弟は学習院に無試験で入学でき、高等科までの進学が保証されていた。また1922年（大正11年）以前は、帝国大学に欠員があれば学習院高等科を卒業した生徒は無試験で入学できた。旧制高校の総定員は帝国大学のそれと大差なく、旧制高校生のうち1割程度が病気等の理由で中途退学していたため帝国大学全体ではその分定員の空きが生じていた。このため学校・学部さえ問わなければ、華族は帝大卒の学歴を容易に手に入れることができた。
但し学習院の教育内容も「お坊ちゃま」に対する緩いものでは無く、所謂「ノブレス・オブリージュ」という貴族としての義務・教養を学ぶ学校であり、正に旧制高等学校同等の教育機関であった。

### 貴族院議員
1889年（明治22年）公布の明治憲法により、華族は貴族院議員となる義務を負った。30歳以上の公侯爵議員は終身、伯子男爵議員は互選で任期7年と定められ、「皇室の藩屏」としての役割を果たすものとされた。
また貴族院令に基づき、華族の待遇変更は貴族院を通過させねばならないこととなり、彼らの立場は終戦後まで変化しなかった。議員の一部は貴族院内で研究会などの会派を作り、政治上にも大きな影響を与えた。
なお、華族には衆議院議員の被選挙権はなかったが、高橋是清のように隠居して爵位を息子に譲った上で立候補した例がある。

## 結婚関係

### 皇族となった華族令嬢
旧皇室典範と皇族通婚令により、皇族との結婚資格を有する者は皇族または華族の出である者に限定された（1918年（大正7年）の旧皇室典範の増補により皇族女子は王族または公族に嫁し得ることが規定された）。
また宮中への出入りも許可されており、届け出をすれば宮中三殿のひとつ賢所に参拝することも出来た。侍従も華族出身者が多く、歌会始などの皇室の行事では華族が役割の多くを担った。また、皇族と親族である華族が死亡した際は服喪することも定められており、華族は皇室の最も近い存在として扱われた。
| 出生名     | 位       | 続柄            | 身分               | 結婚     |
| ---------- | -------- | --------------- | ------------------ | -------- |
| 藤堂千賀子 | 伯爵令嬢 | 藤堂高紹5女     | 孚彦王妃           | 1938年   |
| 徳川経子   | 公爵令嬢 | 徳川慶喜9女     | 華頂宮博恭王妃     | 1897年   |
| 醍醐好子   | 侯爵令嬢 | 醍醐忠順長女    | 賀陽宮邦憲王妃     | 1891年   |
| 九条敏子   | 公爵令嬢 | 九条道実5女     | 賀陽宮恒憲王妃     | 1921年   |
| 一条直子   | 公爵令嬢 | 一条実輝4女     | 閑院宮春仁王妃     | 1925年   |
| 徳川祥子   | 男爵令嬢 | 徳川義恕2女     | 北白川宮永久王妃   | 1935年   |
| 島津俔子   | 公爵令嬢 | 島津忠義7女     | 久邇宮邦彦王妃     | 1899年   |
| 水無瀬静子 | 子爵令嬢 | 水無瀬忠輔長女  | 多嘉王妃           | 1907年   |
| 三条光子   | 公爵令嬢 | 三条公輝第2女子 | 竹田宮恒徳王妃     | 1934年   |
| 鷹司景子   | 公爵令嬢 | 鷹司政煕の娘    | 伏見宮邦家親王妃   | 1835年   |
| 二条広子   | 公爵令嬢 | 二条斉信5女     | 有栖川宮幟仁親王妃 | 1848年   |
| 鷹司明子   | 公爵令嬢 | 鷹司輔煕7女     | 伏見宮貞教親王妃   | 1862年   |
| 有馬頼子   | 伯爵令嬢 | 有馬頼咸長女    | 小松宮彰仁親王妃   | 1869年   |
| 徳川貞子   | 公爵令嬢 | 徳川斉昭11女    | 有栖川宮熾仁親王妃 | 1870年   |
| 溝口董子   | 伯爵令嬢 | 溝口直溥7女     | 有栖川宮熾仁親王妃 | 1873年   |
| 南部郁子   | 伯爵令嬢 | 南部利剛長女    | 華頂宮博経親王妃   | 1873年頃 |
| 山内光子   | 侯爵令嬢 | 山内豊信長女    | 北白川宮能久親王妃 | 1878年   |
| 前田慰子   | 侯爵令嬢 | 前田慶寧4女     | 有栖川宮威仁親王妃 | 1880年   |
| 島津富子   | 公爵令嬢 | 島津久光養女    | 北白川宮能久親王妃 | 1886年   |
| 三条智恵子 | 公爵令嬢 | 三条実美次女    | 閑院宮載仁親王妃   | 1891年   |
| 山内八重子 | 侯爵令嬢 | 山内豊信3女     | 東伏見宮依仁親王妃 | 1892年   |
| 岩倉周子   | 公爵令嬢 | 岩倉具定長女    | 東伏見宮依仁親王妃 | 1898年   |
| 鍋島伊都子 | 侯爵令嬢 | 鍋島直大次女    | 梨本宮守正王妃     | 1900年   |
| 一条朝子   | 公爵令嬢 | 一条実輝3女     | 博義王妃           | 1919年   |
| 九条範子   | 公爵令嬢 | 九条道孝2女     | 山階宮菊麿王妃     | 1895年   |
| 島津常子   | 公爵令嬢 | 島津忠義4女     | 山階宮菊麿王妃     | 1902年   |
| 松平節子   | 子爵令嬢 | 松平保男養女    | 秩父宮雍仁親王妃   | 1928年   |
| 徳川喜久子 | 公爵令嬢 | 徳川慶久次女    | 高松宮宣仁親王妃   | 1930年   |
| 高木百合子 | 子爵令嬢 | 高木正得次女    | 三笠宮崇仁親王妃   | 1941年   |
| 津軽華子   | 伯爵令嬢 | 津軽義孝四女    | 常陸宮正仁親王妃   | 1964年   |

### 国際結婚

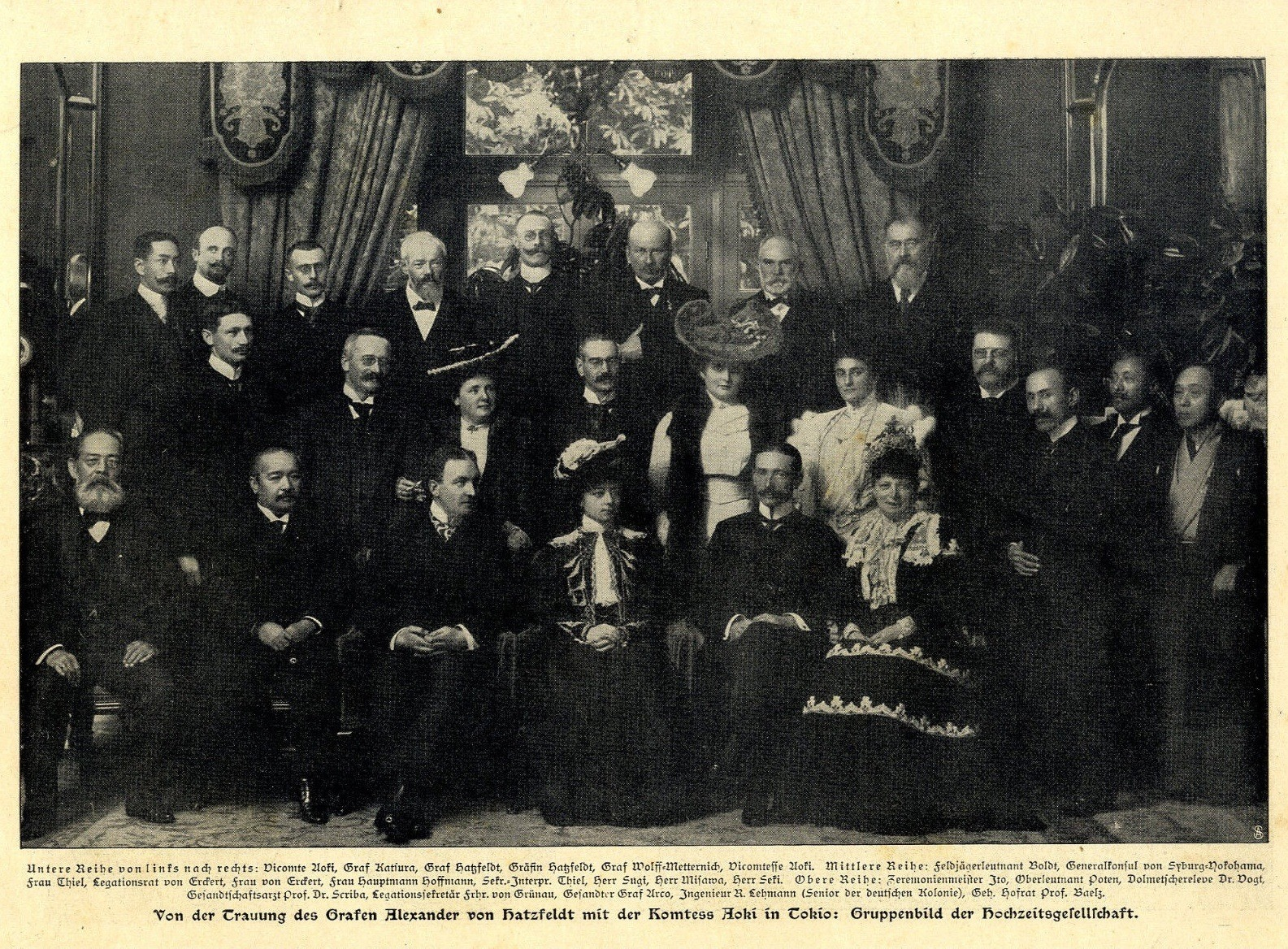
1904年（明治37年）12月19日、青木周蔵子爵とその妻エリザベートの間の長女花子（ハンナ）と、アレクサンダー・フォン・ハッツフェルト伯爵の東京での結婚式の際に撮られた集合写真。前列に座っている左から順に青木周蔵、内閣総理大臣桂太郎、アレクサンダー・フォン・ハッツフェルト伯爵、青木花子、アルフレッド・ウォルフ＝メッテルニヒ・ツァー・グラフト伯爵、エリザベート。

日本では明治6年3月14日から国際結婚が解禁されており、華族についても外国人との結婚を禁じるような規定は存在しなかったが、当時としては物珍しい行為であるから、好奇の目や皮肉に晒されやすく、華族社会あるいは世間一般から好意的に見られることは少なかった。
華族の地位にある者が国際結婚した最初の事例となるのは万里小路博房の弟秀麿（正秀）だと考えられる。華族に海外留学を推奨していた明治天皇は範を示すために自分の稚児だった彼をロシアに留学させた。ロシアから帰国した秀麿は明治15年に特旨により華族に列せられた。帰国時に秀麿はマリア・バユノフという親しいロシア人女性を連れ帰ってきた。人々から奇異の目で見られながらも、結婚したのだが、その後の経過は判然としていない。
五爵制創設後の最初の事例となるのは、明治24年7月には陸軍中将三好重臣子爵の長男太郎がイギリス人女性と結婚したことと思われる。このことで明治29年に太郎は廃嫡となって会田家を継ぎ、弟の東一が三好子爵家を継ぐことになった。
青木周蔵、尾崎三良、三宮義胤の夫人らも外国人だが、彼らは華族に列せられる前に外国人と結婚している。つまり、彼らの夫人たちは、非華族の日本人と国際結婚した後に夫が勲功により華族に列したことで華族夫人になった外国人女性たちである。
青木周蔵は、明治10年にプロイセン貴族ヘルマン・フォン・ラーデの長女エリザベートと結婚した。その間に儲けた娘のハンナ（ハナ、花子）は、アレクサンダー・フォン・ハッツフェルト伯爵と結婚、さらにその娘ヒサはエルヴィン・フォン・ナイペルク伯爵と結婚、さらにその娘ナタリーは、ザルム＝ライファーシャイト＝ライツ伯爵家の当主である二クラス・ザルム＝ライファーシャイト＝ライツ伯爵に嫁いでいる。そのためドイツ・オーストリア貴族の家系には青木周蔵の子孫が存在している（詳細は青木周蔵家#ドイツ貴族令嬢との結婚と、ドイツ・オーストリアの子孫参照）。
青木周蔵が開発に尽力した那須塩原市と、ザルム＝ライファーシャイト＝ライツ伯爵家のシュタイレック城に近いオーストリア・リンツ市は、青木周蔵の玄孫にあたる伯爵家現当主二クラスの仲介により、相互に学生派遣を行うようになり、その縁で2016年（平成28年）に姉妹都市提携を行い、2022年（令和4年）には旧青木周蔵那須別邸において両市市長がその調印式を執り行っている。
青木の国際結婚は世間から陰口されることはあまりなかったが、外国人でも貴族だったためと思われる。
尾崎三良は、明治3年12月にイギリス人女性との間に長女英子（幼名テオドラ）を設けており、英子は後に「憲政の神様」と呼ばれた代議士尾崎行雄夫人となった。次女政子は、アルフレッド・ジェームス・ヒューイット夫人、三女君子は、ヘンリック・オークテロルニー夫人となった。三良が男爵に列せられたのは彼女らが生まれた後の明治29年のことである。
三宮義胤は、ウィリアム・シェイノアの娘アレシアと結婚した。アレシアは八重野を名乗り、日本赤十字社篤志看護婦人会評議員などを務めた。
嵯峨実勝侯爵の長女浩は、満州国皇帝溥儀の弟溥傑に嫁いでいる。溥儀には子がなく、溥傑は満州国帝位の推定相続人だった。しかし、将来の満州国に日本人の血を引く皇帝を戴くことを目論んだこの国際政略結婚も、第二次世界大戦における日本の敗北とそれにともなう満州国の崩壊により水泡に帰すことになった。二人は2女を儲けたが、長女愛新覚羅慧生は1957年（昭和32年）に交際していた学習院学生が図った無理心中により拳銃で頭部を撃ち抜かれて死亡するという悲劇的な最期を遂げている（天城山心中）。

## 批判
公卿・諸侯といえば、封建主義時代に多年にわたって畏怖・畏敬されてきた一族であり、彼らが明治初期に華族という皇族に次ぐ特別な地位を与えられた時、感涙にむせぶ領民こそあれ、それを批判するような者はほとんどなかった。しかし華族にとって不幸だったのは当時の19世紀中期という時代、彼らの原像たるヨーロッパ貴族制は、すでに支持を失って衰退期に入っており、批判の的となっていたことだった。民主主義や平等思想といった欧米先進思想が次々と日本に流入してきていた時代にあって日本でも華族をはじめとした世襲制への疑問・非難が強まっていくのは当初から時間の問題だったということである。
世襲批判としてまず最初に起こったのは江戸時代から続く家禄制度への批判であった。旧武士の家系である華士族にだけ米が支給されるというのは最も顕著な世襲特権であった。「居候」「座食」「平民の厄介」「無為徒食」などの悪罵が平民から旧武士層に対して投げつけられるようになり、新聞の投書や政府への建白書も家禄批判がどんどん増えていく。たとえば明治8年（1875年）9月には島地黙雷が『共存雑誌』に論文「華士族」を寄稿し、華士族への家禄支給を批判する論陣を張っている。更にこの翌年の2月から4月には『朝野新聞』の投書欄で深井了軒（筆名）、中田豪晴（電気技師の投書家）、伊東巳代治（外務副課長）の三者が華族批判をめぐる議論を展開している。初めに投書した深井は「華族を『無為の徒食者』と批判することは共和制を主張するも同じであり、皇室を否定する動き」と論じて華族を擁護しているが、このことは当時すでにこうした華族批判が広く世に出回っていたことを物語る（論争でも中田と伊東は華族を『無為の徒食者』と批判したことを譲らなかった）。こうした家禄批判の国民世論に押されて同年8月に政府は秩禄処分を断行し家禄制度を廃止している。
また同年小野梓（元老院書記官・会計検査院検査官）は、『華士族論』を著し、「華士族の支配が平民を卑屈にし、独立の気概を失わせた」と論じ、華士族の称号と特権の廃止を主張。明治13年（1880年）9月には『朝野新聞』が「華族に人文の自由なし」という論説を載せ、「華族は自分で独立できず他人の保護を受ける奴隷のようなもので、人間の自由を失っている」と論じた。翌年4月にも同紙は「貴族廃すべし」と題した論説を載せ、「平等均一こそが文明社会の趨勢であり、貴族は廃止するべき」と唱えた。また政府内でも、井上毅は当初爵位制度に反対していたが、自由民権運動の勢力拡大にともない、華族と妥協するため主張を変更している。
また「皇室の藩屏として国の安泰に貢献しているのは一人華族だけではない」「この日本に生まれて皇祖の恩沢を受けた者は全てが皇統の安からんことを願う」として、全人民を「皇室の藩屏」とすべきだという『朝野新聞』の読者投稿欄の主張のように、華族のみを「皇室の藩屏」とすることへの批判があった。その立場から板垣退助は「一君万民論」を唱え、皇室と国民の間に華族という特権階級を設けることは皇室と国民の親愛を離隔するとして華族制度に反対した。板垣のその立場は彼の国防論とも関係していた。板垣は「今日のような列強諸国が衝を争う時代にあっては、挙国一致、全国皆兵が不可欠であり、士族の一階級だけで国家防衛などできない。華族の一階級だけではなおさら不可能」として国民皆兵の必要性を訴え、その当然の帰結として一君万民論を唱えていたのである。板垣は華族制廃止の立場から二度にわたって叙爵を断ったが、明治天皇の強い意向もあり、結局爵位を受けいれて華族となったが、その際にも華族制度廃止の意見書を政府に提出している。
日清日露以降には勲功に依る叙爵が増えて華族数急増への懸念も強まった。『大阪毎日新聞』明治29年6月7日付け朝刊は「貴族国」という見出しの記事を載せ、論功行賞を世襲の華族の爵位で対応することを問題視し、一代限りの勲章や位記を活用すべきであることを論じたうえで、この勢いで華族が増え続ければ日本は純然たる貴族国になってしまうと批判した。日清戦争の論功行賞では、少将以上が対象だったのに対し、日露戦争の論功行賞では中将以上に改められたのは、爵位インフレへの批判が影響していたことは明らかである。
またこの頃から原則として新規授爵は勲功を理由としたものに限定し、家柄を理由にしたものは極力抑え、また勲功者の対象も政治家・官僚・軍人ばかりでなく、学術や文化面で貢献した者、産業界・実業界で活躍した者にも広げていくべきであるという意見が強まっていく。
明治40年（1907年）には一代華族論を唱える板垣退助が全華族850家に対して檄を送って「華族の族称を廃し、其栄爵の世襲を止めんこと」を求めた。しかし回答文を送ってきたのは37家だけで、そのうち賛成と認められる者は12人、賛否を明言しない者は18人、反対する者は7人だった。
板垣退助の『一代華族論』によれば「賛成者と認むべき者」には4種あった。
- 「全部賛成」…井上勝子爵（勲功華族）、森清子爵（勲功華族）、一柳紹念子爵（大名華族）、土岐頼知子爵（大名華族）、山名義路男爵（大名華族）、元田亨吉男爵（勲功華族）、籠手田龍男爵（勲功華族）、伊達基男爵（勲功華族）、常磐井堯祺男爵（僧侶華族）[240]。
- 「大体において同意」…相良頼紹子爵（大名華族）
- 「新華族に限り世襲廃止に同意」…大鳥圭介男爵（勲功華族）
- 「同感なるも少数にては無効なる故多数にして決行したし」…六条有熙子爵（堂上華族）

「賛否を明言せざる者」は次の10種に分けている。
- 「大問題につき熟考の上回答すべし」…野津道貫伯爵（勲功華族）、松浦詮伯爵（大名華族）、花房義質子爵（勲功華族）、柳沢光邦子爵（大名華族）、野田豁通男爵（勲功華族）、堤正誼男爵（勲功華族）
- 「一代華族論は宿論なるも現制を改むる具体的方法を得ざるが故に賛否明言し難し」…石黒忠悳男爵（勲功華族）
- 「理由なきも遺憾ながら賛否を明言する能わず」…中院通規伯爵（堂上華族）
- 「軍人は職務のほか他事に関係すべからずとの勅諭あり、故に遺憾ながら賛否を表する能わず」…小笠原長生子爵（大名華族）、松村淳蔵男爵（勲功華族）
- 「主人旅行中につき賛否を明言する能わず」…加藤泰秋子爵（大名華族）
- 「華族に列せられて日未だ浅きにより多数の意見に従う」…土倉光三郎男爵（勲功華族）
- 「公私の用務に追われ執筆の暇なく猶予を乞う」…柳沢保恵伯爵（大名華族）
- 「未成年者につき意見不明」…坊城俊徳伯爵（堂上華族）
- 「学生につき意見不明」…青山忠允子爵（大名華族）、阿野季忠子爵（堂上華族）
- 「海外留学中につき意見不明」…藤堂高紹伯爵（大名華族）、島津久家男爵（勲功華族）

「反対する者」は次の2つに分けている。
- 「全部反対」…八条隆正子爵（堂上華族）、永井直諒子爵（大名華族）、梅渓通治子爵（堂上華族）、谷干城子爵（勲功華族）、北畠治房男爵（勲功華族）、加藤弘之（勲功華族）
- 「理由なきも賛成する能わず」…松平乗承子爵（大名華族）

公侯爵から返事をした家は1家もなかったが、板垣退助の一代華族論に9家も全面賛成したことは注目に値する。板垣は返事をしなかった813家の華族に怒り心頭となり「爾余の八百十三は即ち此問題を不問に附して、何らの意見をも表明せず、恬然として風馬牛相関せざるが如き態度を執れる者なりき。是に於ては予は彼等の愛国心と道義心とに疑なき能わず」と書いている。
大正時代になると大正デモクラシーの盛り上がりで華族批判がますます強まる。『山縣有朋意見書』には大正6年6月25日付けで元老山縣有朋公爵が貴族院議長徳川家達公爵に宛てて書いた「華族教育に関する意見」が収録されており、その中で山縣は「近時華族全般の風紀退廃に傾き、往々世論にも上る哉に聞き及び候処、此くしては皇室の藩屏として寔に恐れ多き次第と憂慮罷り在り候」と記しており、当時の華族への厳しい世論状況がうかがえる。
大正期には華族はもとより、華族の下位にあり、戸籍上は平民の上位にあった士族への批判も強まった。士族は明治初期にはいくらかの特権を有していたが、特権をはく奪されて以降は戸籍上に表示されるだけの存在と化していた。何の特権も有していない士族さえ批判の対象になったのであり、階級打破を掲げる大正デモクラシーの中、華族制度への批判的視線は非常に強いものがあったといえる。
一方で士族廃止論に対しては士族たちの側も激しく抵抗し、士族廃止反対を訴える運動が全国規模で展開されている。富山県と沖縄県を除き、特に東京、大阪、京都、神戸、仙台、名古屋、鹿児島などの士族たちの間で士族廃止反対運動が熱を帯び、当時の社会問題となった。こうした士族の動きについて旧土佐藩主家の山内豊景侯爵は「階級打破に賛成だ。したがって士族存続に反対である」「併し華族廃止はまだ考えていない」と論評したが、『読売新聞』大正12年5月28日付朝刊に「虫が良すぎる」と批判されている。
このような世論状況もあって、大正期以降は華族の叙爵件数（陞爵も）は明治期と比較して格段に減少した。また昭和期に入ると更に減少している。
華族制度改革論も数多く論じられ、昭和期には宮内省内でも山縣有朋が晩年に検討していたといわれる「爵位逓減論」をさらに踏み込んだ改革案が研究されていた。『木戸幸一日記』昭和11年4月10日の条によれば、それは、華族の永代世襲制度を廃止する案で、公爵9代、侯爵8代、伯爵7代、子爵6代、男爵5代にして最終的に華族を平民となす案だったという。また「特殊な家柄」については勅旨によって代数の延長もしくは永続を認めるという案も出されていたという。「特殊な家柄」が具体的にどの家を想定しているのかは記されていないが、『芦田均日記』昭和21年3月5日の条には昭和天皇が旧堂上華族を制度として残せないかと語ったという趣旨のことが記されていることから、旧堂上華族の事を差していたのではないかという推測がある。
しかし『木戸幸一日記』昭和11年4月25日の条には、これと別案として、既得権には変更を与えずに、今後の華族について、公爵7代、侯爵6代、伯爵5代、子爵4代、男爵3代とする案が出てくる。華族各家から上記改革案への反発が起こって、現に爵位を有する者は適用外とする後退を余儀なくされたのかもしれない。いずれにしても、これらの改革案は研究段階のまま、実行されずに終わっている。

## スキャンダル
華族は現代の芸能人のような扱いもされており、『婦人画報』などの雑誌には華族子女や夫人のグラビア写真が掲載されることもよくあった。一方で華族の私生活も一般の興味の対象となり、柳原白蓮（柳原前光伯爵次女）が有夫の身で年下の社会主義活動家と駆け落ちした白蓮事件、芳川鎌子（芳川寛治夫人、芳川顕正伯爵四女）がお抱え運転手と図った千葉心中、吉井徳子（吉井勇伯爵夫人、柳原義光伯爵次女）とその遊び仲間による男性交換や自由恋愛の不良華族事件など、数々の華族の醜聞が新聞や雑誌を賑わせた。

## 進路
制度発足当初は貴族院議員として、また軍人・官僚として、率先して国家に貢献することも期待された。
貴族院議員として政治に参画しようとする場合、公侯爵と伯爵以下とでは、条件やインセンティブに大きな違いがあった。公侯爵議員の場合、無条件で終身議員になれる上、その名誉で議長・副議長ポストにも優先的に就任できた。ただ無報酬のため、中には醍醐忠順のように腰弁当徒歩で登院したり、嵯峨公勝のように登院に不熱心な議員も存在した。伯子男爵の場合、7年ごとに互選があったが、衆議院議員と同額の報酬もあり、家計の助けとなった。しかしこのことで、同爵間の議席のたらい回しが横行したり、水野直のように各家の生活上の面倒を請け負いながら、選挙の調整を図る人物も登場した。
陸軍士官学校には明治10年代（1877年（明治10年） - 1886年（明治19年））、華族子弟のための特別な予科（予備生徒隊）が設けられた。しかし希望者が少ない上、虚弱体質などで適性割合が低く、じきに廃止された。大名・公家華族出身の有名な軍人としては、陸軍では前田利為や町尻量基や山内豊秋、海軍では醍醐忠重や小笠原長生らがいる。軍人華族はのちに、戦功により叙爵された職業軍人（とその子弟）が主となった。
進路として最も適性があったと思われる国家機関は、宮内省である。特に旧・堂上華族は、皇室（朝廷）との縁や、代々伝わる技芸を活かせた。歴代天皇も彼らとの縁を重んじ、逆に離れていくことを拒んだ。他官庁の高級官僚になった例としては木戸幸一（商工省）や岡部長景（外務省）、広幡忠隆（逓信省）らがいるが、立身出世主義の風潮が強い官界では、もともと恵まれた生活環境にある華族官僚への目は冷やかであったという。実際に3人とも、ある程度のキャリアを経て、宮内省へ転じている。
学問の道に進む華族も多かった。高等教育が約束されていた上、その後も学究を続けるだけの安定した経済的基盤に恵まれていたためで、独自に研究所を開く者も少なくなかった。徳川生物学研究所や林政史研究室（のちの徳川林政史研究所）を開いた徳川義親（植物学）、「蜂須賀線」で知られる蜂須賀正氏（鳥類学）、D・H・ローレンスを研究した岩倉具栄（英文学）らが代表例である。大山柏は父・巌の遺命で陸軍に入ったが、その気風になじめず考古学者に転身した。
珍しい進路に進んだ例としては、映画の小笠原明峰（本名・長隆、小笠原長生子爵嫡男）と章二郎（同・長英、次男）の兄弟、演劇の土方与志（本名・久敬、伯爵）が挙げられる。小笠原明峰は映画界に入ったことで廃嫡となり、土方はソ連での反体制的言動により爵位剥奪となった。

## 革新華族
昭和に入ると、華族の中にも社会改造に興味を持ち、活溌な政治活動を行う華族が増加した。こうした華族は革新華族あるいは新進華族と呼ばれ、戦前昭和の政界における一潮流となった。近衛文麿・有馬頼寧・木戸幸一・原田熊雄・樺山愛輔・徳川義親などが知られる。

## 廃止
1947年（昭和22年）5月3日、法の下の平等、貴族制度の禁止、栄典への特権付与否定（第14条）を定めた日本国憲法の施行により、華族制度は廃止された。
当初の憲法草案では「この憲法施行の際現に華族その他の地位にある者については、その地位は、その生存中に限り、これを認める。但し、将来華族その他の貴族たることにより、いかなる政治的権力も有しない。」（補則第97条）と、存命の華族一代の間はその栄爵を認める形になっていた。昭和天皇は堂上華族だけでも存置したい意向であり、幣原喜重郎首相に対して「堂上華族だけは残す訳にはいかないか」と発言している。この発言から、少なくとも昭和天皇にとっては本当に信の置ける藩屏は、古代から皇室と共に歩んできた堂上華族だけだったのかもしれない。
自ら男爵でもあった幣原もこの条項に強いこだわりを見せており、政府内では「1.天皇の皇室典範改正の発議権の留保」「2.華族廃止については、堂上華族だけは残す」という二点についてアメリカ側と交渉すべきか議論が行われたが、岩田宙造司法大臣から「今日の如き大変革の際、かかる点につき、陛下の思召として米国側に提案を為すは内外に対して如何と思う」との反対意見が出され、他の閣僚も同調したことから、「致方なし」として断念された。結局、華族制度は衆議院で即時廃止に修正（芦田修正）して可決、貴族院も衆議院で可決された原案通りでこれを可決した。
小田部雄次の推計によると、創設から廃止までの間に存在した華族の総数は、1011家であった。廃止後、華族会館は霞会館（運営は、一般社団法人霞会館）と名称を変更しつつも存続し、2021年（令和3年）現在も旧・華族の親睦の中心となっている。